# Doctor Octopus
El Doctor Octopus (Dr. Otto Octavius), generalmente abreviado como el Doc Ock, es un personaje que aparece en los cómics estadounidenses publicados por Marvel Comics. Es un científico loco muy inteligente y algo fornido que tiene cuatro apéndices fuertes que se asemejan a los tentáculos de un pulpo, que se extienden desde la parte posterior de su cuerpo y pueden usarse para varios propósitos. Después de que su arnés mecánico se fusionara permanentemente con su cuerpo durante un accidente de laboratorio, Octavius se convirtió en una vida delictiva y entró en conflicto con el superhéroe Spider-Man. Desde su debut en The Amazing Spider-Man #3 (julio de 1963), el Doctor Octopus ha perdurado como uno de los villanos más prominentes de Spider-Man, y es considerado como uno de sus tres archienemigos, junto con el Duende Verde y Venom. Es el fundador y líder de los Seis Siniestros, el primer equipo de supervillanos en oponerse a Spider-Man.
Aunque generalmente se lo representa como un villano, el Doctor Octopus también ha sido representado ocasionalmente como un antihéroe en conflicto y aliado de Spider-Man. Tras la muerte de Spider-Man en la historia de 2012 "Dying Wish", que vio a un Octavius moribundo intercambiando cuerpos con el héroe y dejándolo morir en su cuerpo original, Octavius se motivó para demostrar que puede ser un mejor Spider-Man. Como tal, adoptó el alias de Superior Spider-Man, que se introdujo en Avenging Spider-Man #15.1 después de un cameo en Daredevil vol. 3 #21 (diciembre de 2012). El Superior Spider-Man posee todas las habilidades, recuerdos y equipos originales del Hombre Araña, junto con dispositivos adicionales creados por Octavius, aunque a menudo lucha por estar a la altura del legado de su predecesor y cambiar su vida después de ser un villano durante años. En 2013, Marvel lanzó una serie de cómics de 45 números The Superior Spider-Man que se centra en la redención del personaje y la carrera de superhéroe. Desde entonces, el Spider-Man original ha resucitado y Octavius volvió a sus caminos malvados, aunque un segundo volumen de The Superior Spider-Man lanzado en 2018 vio al personaje asumiendo brevemente el manto una vez más.
En 2009, el Doctor Octopus fue clasificado en IGN como el número 28, de los más grandes villanos de cómic de todos los tiempos.
Un personaje favorito de los fanáticos y una figura muy conocida en la cultura popular, Doctor Octopus ha aparecido en varias adaptaciones de medios de Spider-Man a lo largo de los años, incluidas películas, series de televisión y videojuegos. Alfred Molina interpretó al personaje en Spider-Man 2 (2004), e interpretó de vuelta por última vez en una encarnación diferente en Spider-Man: No Way Home (2021), uniéndose al Universo Cinematográfico de Marvel. Kathryn Hahn le dio voz una versión femenina del personajes llamada, Olivia Octavius en la película animada de 2018, Spider-Man: Into the Spider-Verse. El periodista e historiador Mike Conroy escribe sobre el personaje: «Creado por Stan Lee y el artista Steve Ditko, el Doc Ock, como se hizo conocido, se ha convertido en uno de los enemigos más persistentes y peligrosos del lanzaredes». IGN lo calificó como el mayor enemigo del Hombre Araña. Aunque generalmente se retrata como un supervillano, él es a veces representado como un personaje más noble y honorable, siendo tutor o profesor de Peter Parker en su niñez.

## Historial de publicación

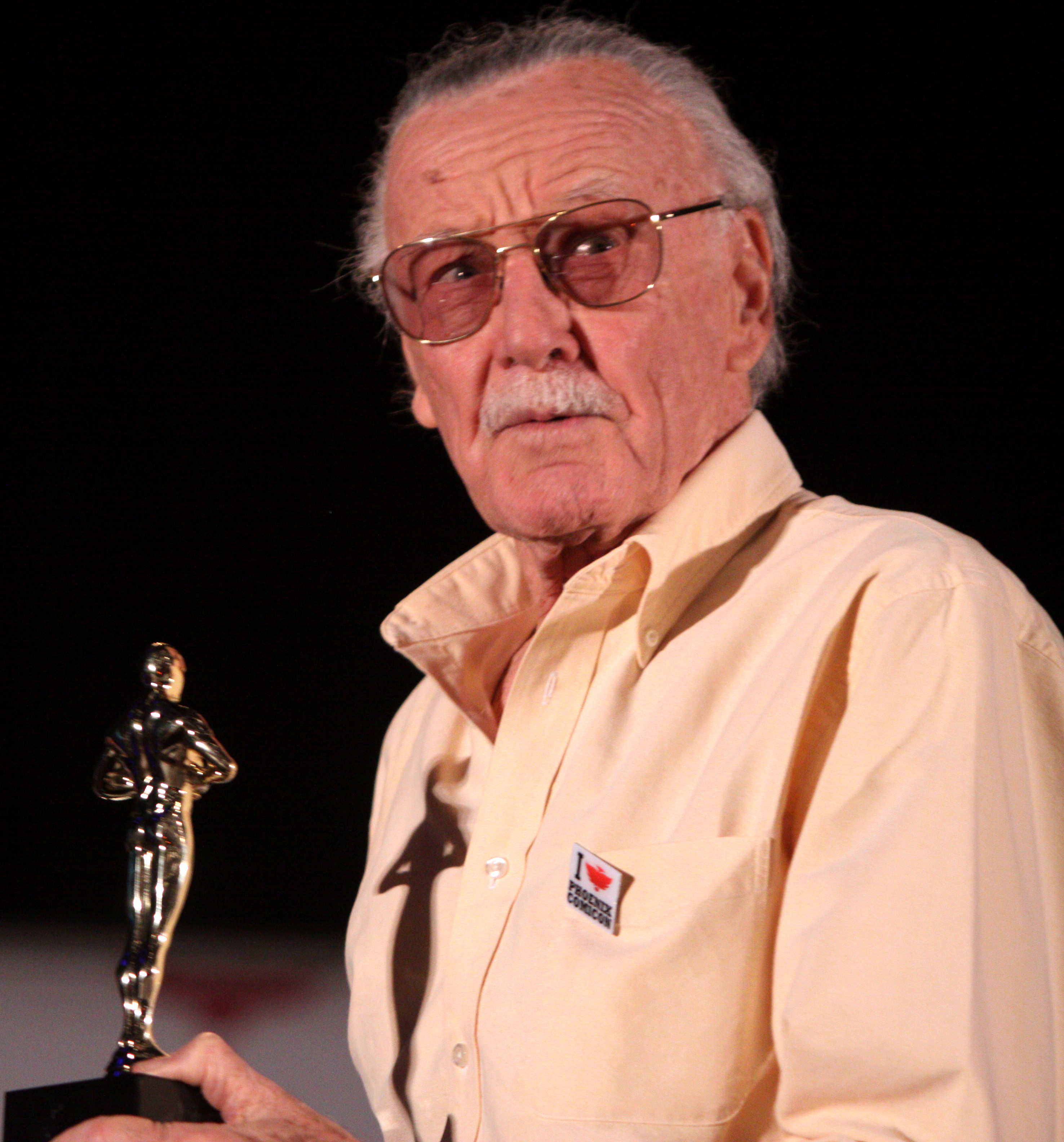
Stan Lee es el cocreador del Doctor Octopus, siendo responsable de la idea general y su guion

El personaje de Otto Octavius (el Doctor Octopus) apareció por primera vez en The Amazing Spider-Man # 3 (julio de 1963), y fue creado por el escritor Stan Lee y el artista Steve Ditko. Lee contó que "generalmente al crear un villano, lo primero que pensaba era en un nombre, y luego intentaba pensar: 'Bueno, ahora que tengo el nombre, ¿quién va a ser el personaje y qué es lo que hará? Por alguna razón, pensé en un pulpo. Pensé: 'Quiero llamar a alguien pulpo (en inglés octopus). Y quiero que tenga un par de brazos extra solo por diversión'. Pero tuve que descubrir cómo hacer eso". El personaje pronto apareció en The Amazing Spider-Man #11-12, y de nuevo en #31-33.
El Doctor Octopus es considerado como uno de los peores enemigos de El Hombre Araña. Ha sido citado como el hombre en el que Peter podría haberse convertido si no hubiera sido criado con el sentido de que el poder conlleva responsabilidad. Es infame por haberlo derrotado la primera vez en batalla y por casi casarse con la tía de Peter, May Parker. Usualmente es el líder principal de los Seis Siniestros y también se ha referido a sí mismo como el Master Planner. Las representaciones posteriores lo revelaron en el cuerpo de Peter Parker, cuando fue el personaje principal, de El Hombre Araña Superior.

## Biografía ficticia
Otto Octavius nació en Schenectady, Nueva York, tuvo una educación turbulenta. Su padre, Torbert Octavius, fue un trabajador de una fábrica, era abusivo y violento hacia ambos, Otto y su madre María Octavius. La timidez del joven Otto y su buen desempeño en la escuela, hizo que lo etiquetaran como la "mascota del profesor" y lo usaron como objeto de intimidación. Torbert no apreciaba tener un hijo acosado, y ordenó a Otto usar la violencia en el trato con los bravucones. María Octavius defendería a su hijo de Torbert en muchas ocasiones, diciéndole a Otto que era un pensador dotado, y que usaría razonamientos para resolver problemas, no la violencia. Debido a la insistencia de su madre y su disgusto hacia los hombres que trabajaban en el trabajo manual, Otto estaba decidido a no ser como su padre y dedicó todos sus esfuerzos en su educación, obteniendo regularmente las mejores calificaciones. La devoción de Otto por estudiar dio sus frutos con él, al recibir una beca universitaria. Durante el primer año de Otto en la universidad, ocurrió la muerte de su padre debido a un accidente industrial, Otto se aboco hacia el estudio y una obsesión por la ciencia física. Después de graduarse de la universidad, Otto encontró trabajo en una empresa de ingeniería.
Otto se convirtió en un brillante y respetado físico nuclear, consultor de la investigación atómica, inventor y conferencista. Él diseñó un conjunto de tentáculos mecánicos de alta tecnología controlados a través de una interfaz de cerebro-ordenador para que lo ayuden con su investigación en física atómica. Los brazos de tentáculos eran resistentes a la radiación y poseían gran fuerza y un movimiento de alta precisión, que se adjuntaban a un arnés que se enlazaba alrededor de su cuerpo. Más adelante en su carrera criminal, afirmó que la inspiración para el dispositivo devino de El Hombre de Vitruvio, el famoso boceto a lápiz de Leonardo da Vinci, uno de sus ídolos.
A pesar de que su relación con sus compañeros de trabajo era típicamente hostil a los demás, una compañera investigadora llamada Mary Alice Anders, se hizo amiga de él, cuando Otto la impresionó con una demostración de su arnés, los dos comenzaron un noviazgo. A su debido tiempo, Otto le propuso matrimonio a Mary Alice. Sin embargo, la madre de Otto no estaba de acuerdo, creyendo que ninguna mujer era lo suficientemente bueno para su hijo. Para complacer a su madre, puso fin a su compromiso. Más tarde, cuando descubrió que su madre había empezado a salir con un bibliotecario la reprendió, causando que ella tuviera un infarto agudo de miocardio (un "ataque al corazón") en el calor de su discusión. Con la muerte de su madre y con Mary Alice Anders fuera de su vida, la disposición de Otto hacia casi todo el mundo se convirtió en algo mal intencionado, y él mismo se había vuelto más distraído sobre prestar atención a los detalles y las precauciones de seguridad en su trabajo. Sus compañeros de trabajo a menudo lo llamaban "Dr. Octopus" a sus espaldas, un juego de palabras con su nombre real inspirado por el aparato de sus cuatro tentáculos; era consciente de este insulto, pero apenas le importaba.

### Carrera criminal
Durante una fuga de radiación accidental que terminó en una explosión, los cuatro tentáculos mecánicos se fundieron en el cuerpo de Otto Octavius. Más tarde se reveló que la radiación (o, posiblemente, su propia mutación latente) había mutado su cerebro para que pudiera controlar el movimiento de los brazos robóticos, solo con sus pensamientos. Los tentáculos ya se habrían eliminado de su unión quirúrgica al cuerpo, pero Otto conserva la facultad de controlarlos telepáticamente desde una gran distancia. El accidente también aparentemente dañó su cerebro (aunque luego se sugirió que lo que fue interpretado como daño cerebral era de hecho su mente reconfigurandose para dar cabida a cuatro miembros adicionales), y el científico se volvió malvado, y se abocó a una vida de crimen, primero tomando rehenes en el hospital y luego haciéndose llamar "Dr. Octopus", el nombre de insulto que sus compañeros de trabajo le habían dado. Aunque el propio Doctor Octopus es corpulento, y de una mala condición física, y tiene una mala vista, con su arnés unido físicamente es más que un desafió para El Hombre Araña. El accidente también hizo que sus ojos fueran muy sensibles a la luz, lo que le obligaba a usar gafas con lentes sombreados.
En su primer encuentro, el Doctor Octopus derrotó a Spider-Man, arrojándolo por una ventana. Después de esta derrota, Spider-Man considera renunciar a su carrera heroica, pero fue inspirado para continuar por la Antorcha Humana, y finalmente derrotó el Doctor Octopus.
Con los años, el Dr. Octopus se ha convertido en uno de los miembros más identificables de la galería de los villanos de Spider-Man. El Doctor Octopus formó a los originales Seis Siniestros, para luchar contra Spider-Man después de tomar a Betty Brant y May Parker como rehenes. Ha reunido y dirigido a los posteriores grupos de Seis Siniestros, y por lo general se ofende cuando alguien distinto dirige al equipo. Disfrazado como el Master Planner, organizó un robo de material radiactivo. Después de que él robó una fórmula que necesitaba el Spider-Man, para curar a su tía May, Spider-Man persigue a la banda del Doctor Octopus hasta su base. En la lucha que siguió, Spider-Man quedó atrapado debajo de un edificio derrumbado. Aparentemente condenado, Spider-Man fue finalmente capaz de recurrir a pura fuerza de voluntad, para reunir el poder para escapar. Más tarde se reveló que usó un tanque de buceo para escapar.[cita requerida]
Posteriormente, el Doctor Octopus intentó robar un dispositivo anulador del Departamento de Defensa, y le tiende una trampa a El Hombre Araña. Se convirtió en el inquilino de May Parker y luego se acercó lo suficiente para usar el anulador del Hombre Araña; a pesar de que tenía la esperanza de que no haría más que anular los lanza-redes de El Hombre Araña, la radiación en la sangre de El Hombre Araña dio lugar a una interacción entre el Nulificador y la biología única del Hombre Araña dejándolo amnésico, el Doctor Octopus posteriormente engaña al Hombre Araña para ayudarlo a él antes que a los demás y dejar su naturaleza para sus fines maléficos hasta que John Jameson utiliza el nulificador.

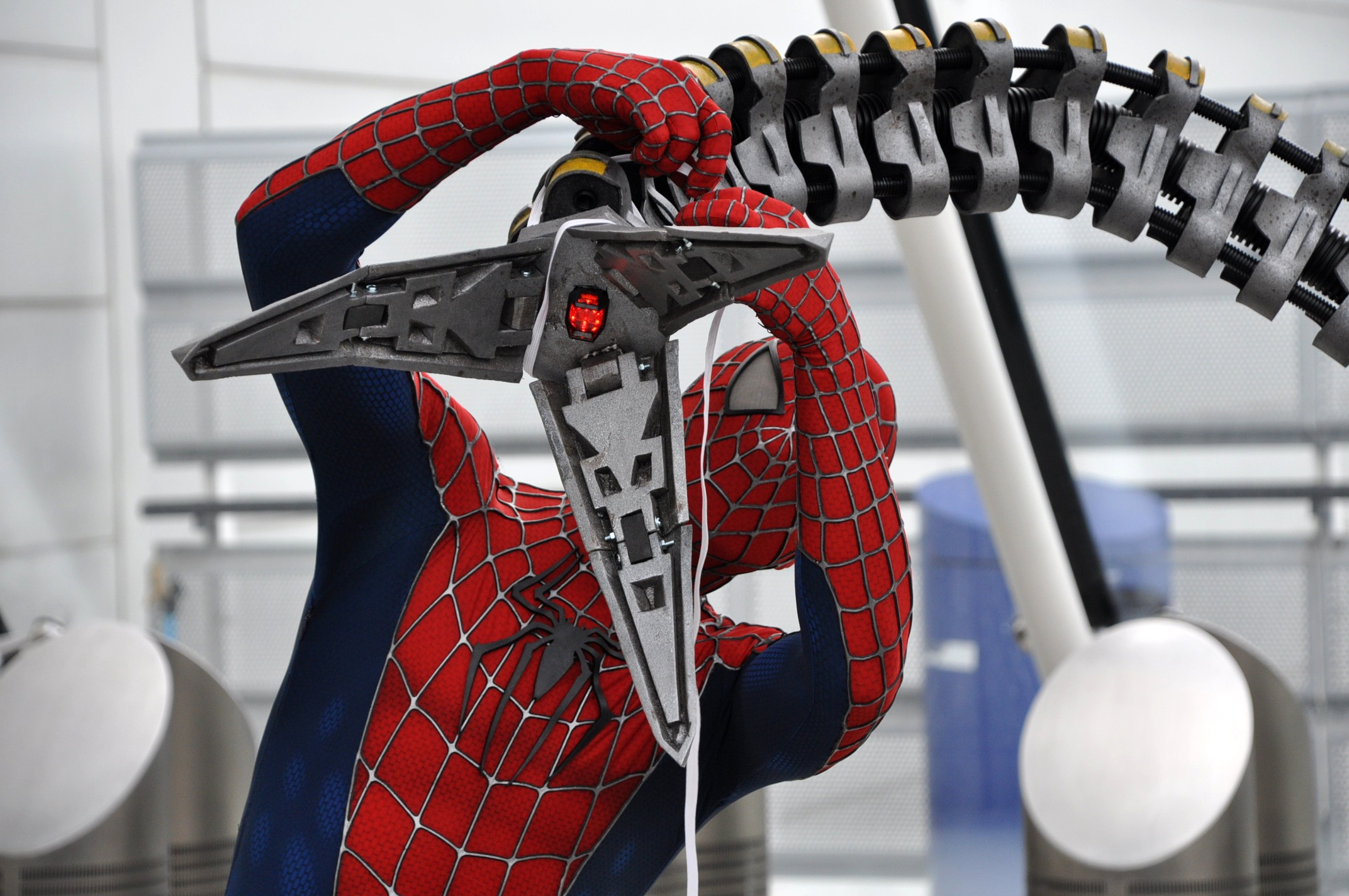
La principal característica del Doctor Octopus son sus brazos mecánicos similares a los tentáculos de un pulpo

El Doctor Octopus exhibió la capacidad de activar los brazos mecánicos de forma remota, y los utilizó para liberarse de la prisión. Su batalla resultante con el Hombre Araña dio como resultado la muerte del capitán de policía, George Stacy. El Doctor Octopus más tarde libró una guerra de bandas con Hammerhead, trató de casarse con May Parker con el fin de adquirir una isla con una planta atómica que recientemente había heredado sin saberlo. El Doctor Octopus escapó de la muerte cuando la isla fue destruida, y comenzó una vida como una persona sin hogar. Él luchó al lado del "fantasma" de Hammerhead, y fue capaz de volver a su forma humana y derrotarlo después de una alianza temporal con el Hombre Araña.
Posteriormente el Doctor Octopus más tarde trató de secuestrar a un submarino atómico. También trató de envenenar la ciudad de Nueva York con tinta de imprenta, y luchó contra Punisher y el Hombre Araña. Enseguida, se enfrentaron al Búho y su banda. Lograron desactivar correctamente el reactor nuclear, en un laboratorio antes de la fusión. Más tarde, mostró síntomas de que el Sr. Fantástico es diagnosticado con un trastorno de personalidad múltiple. El Doctor Octopus fue llevado al Battleworld de Beyonder, donde batalló una horda de héroes y se presentó contra el Doctor Doom por el liderazgo del grupo de villanos. Él fue capaz de derrotar a los X-Men hasta que Magneto vino en ayuda de los mutantes.

### La aracnofobia
Su mayor logro del mal fue el latido casi mortal de la Gata Negra (como pareja del Hombre Araña) que llevó a Hombre Araña a derrotar al Doctor Octopus solo a una pulgada de acabar con su vida. El trauma de los golpes que recibió de Hombre Araña dejó a Otto Octavius un gran miedo por el Hombre Araña y las arañas en general durante años, por lo que tuvo que ser tratado por su aguda aracnofobia. Hombre Araña se vio obligado a dejar a su némesis vencerlo en combate con el fin de permitir que Octavius se liberase de sus miedos y lo reclutó para salvar a la ciudad de Nueva York de una explosión de un reactor nuclear; Octavius había estado planeando detonar el reactor para matar al Hombre Araña indirectamente, pero después de que sus brazos estuvieran fuera de control al vencer al Hombre Araña aparentemente esto no tenía sentido, el Hombre Araña le convenció para cerrar el reactor para asegurar que eran testigos de su gran triunfo. Octavius decidió dejar que el Hombre Araña viva con el argumento de que ahora tendría que hacer frente a la misma humillación que había sufrido.

### Muerte y resurrección
Durante la Saga del Clon, el Doctor Octopus salvó al Hombre Araña de una muerte segura de un veneno inyectado por el Buitre, aunque esto fue sólo porque deseaba ser el único que mataría al Hombre Araña. Durante el proceso de curación descubrió la identidad del Hombre Araña y luego se dejó arrestar por la policía, esperando ser salvado por su cómplice y amante Stunner. Sin embargo, Stunner fue eliminada y el Doctor Octopus fue asesinado por el clon loco Kaine. Carolyn Trainer asumió el rol del "Doctor Octopus" hasta que su maestro fue resucitado por una rama del místico culto ninja conocido como La Mano. Después de su resurrección, se reveló que no tenía conocimiento de la identidad del Hombre Araña, como los recuerdos que obtuvo vinieron de un chip de ordenador proporcionado por Carolyn Trainer, y el recuerdo de la identidad de Spider-Man no había sido registrado en el momento de su muerte.

### Proyectos posteriores
En años posteriores, Otto Octavius intentó crear su propio asesino personal en la forma de una entidad villana mutada que apodó "Mujer Araña". También tuvo que lidiar con otro usurpador, en la forma de un arrogante joven empresario y estafador, Carlyle, quien simuló emplear a Octavius en su compañía. Octavius, ya cansado de su vida criminal y deseoso de volver a una carrera en ingeniería, aceptó la oferta de empleo. Esto resultó ser una artimaña, y Carlyle sometió al Doctor Octopus y le robó su tecnología, usándola para crear su propia versión del arnés de Octavius. Durante una batalla prolongada con Octavius y el Hombre Araña, Carlyle fue derrotado cuando el Doctor Octopus le abrió el traje, permitiendo que el Hombre Araña llenara el traje de Carlyle con correas, aunque el Doctor Octopus informó a su enemigo que solo hacía esto para lastimar a Carlyle en lugar de hacerlo para ayudar al Hombre Araña.
Luego, el Dr. Octopus tomó como rehén al recién nombrado embajador del Estado Libre de Palestina, y exigió que a cambio de la libertad del embajador, el Hombre Araña lo encontrara en Times Square y se desenmascarara frente al mundo. Cuando el Hombre Araña fue a Times Square, se quitó la máscara para revelar otra máscara, lo que enfureció a Octavius lo suficiente como para distraerlo de la liberación del embajador por agentes del Servicio Secreto israelí.
El Dr. Octopus fue llevado a la Isla Ryker y fue drogado y sometido a un lavado de cerebro para derrotar al Duende Verde. Interrumpió una batalla entre el Hombre Araña y el Duende Verde en el Puente de Brooklyn, y los dos villanos fueron alcanzados por un rayo y cayeron al río. Octopus fue arrastrado durante días después, sin tener recuerdos del evento.
Mientras se escondía en una planta que era propiedad del villano Fusion, Octavius aparentemente fue forzado a trabajar para Fusion para ayudarlo a recuperar el satélite John Hancock, una vez usado para encontrar armas nucleares pero ahora capaz de encontrar superhumanos potencialmente radioactivos como Hulk o el Hombre Araña. Aunque aparentemente Fusion había forzado a Octavius a someterse, Octavius eventualmente reveló que simplemente había estado fingiendo su sumisión para que Fusion pudiera hacer todo el trabajo duro de encontrar el satélite para que Octavius se revelara, derrotando a Fusion a la mitad de su muerte e intento vender el satélite él mismo antes de nuevamente ser atrapado y derrotado por el Hombre Araña.

### Guerra civil
Octavius intentó sin éxito formar y liderar otra versión de los Seis Siniestros, porque los Vengadores Secretos del Capitán América lograron derrotar al grupo de villanos, aunque el propio Doctor Octopus eludió a las autoridades. En Sensational Spider-Man # 28, se ve al Dr. Octopus viendo una transmisión de Peter Parker que revela que es el Hombre Araña. El Doctor Octopus se pasea por toda la ciudad, con total incredulidad, no solo porque un adolescente lo golpeó en numerosas ocasiones, sino por la oportunidad perdida que tuvo cuando desenmascaró a Parker en uno de sus primeros encuentros (en ese momento, Peter estaba severamente debilitado) por un mal caso de gripe y Octavius asumió que era un impostor). Él es nuevamente derrotado por el Hombre Araña, quien enfrenta al Dr. Octopus desenmascarado, después de que dos de los estudiantes de Peter distraen a Octavius. Luego lo envían a la instalación de detención del supervillano del Barón Zemo (como se ve en Thunderbolts # 104 y Iron Man Vol IV # 14). Luego, el Hombre Araña contacta a Octavius para ver si puede ayudar con la condición de la tía May.

### Estado moribundo
Cuando el Doctor Octopus descubre que está muriendo debido a los años de castigo que su cuerpo sufrió en su carrera de villano, enfrentando enemigos sobrehumanos cuando él mismo es fundamentalmente un humano, una vez que pasa los tentáculos, se vuelve cada vez más desenfocado y descarado en sus planes finales. Con la intención de dejar un legado duradero, intenta ejercer control sobre la ciudad de Nueva York mediante el uso de sus nuevos Octobots, pero mientras que conscientemente tiene la intención de ayudar, su subconsciente lo impulsa a convertir usar los recursos de la ciudad contra el Hombre Araña, y también se dirige agresivamente a May Parker (culpable de haberse casado con el padre de J. Jonah Jameson, J. Jonah Jameson, Sr.), alterando sutilmente el matrimonio planificado. el Hombre Araña finalmente puede tomar el control de la red planificada de Octavius, lo que obligó a Octavius a huir mientras prometía venganza.
En sus desesperados intentos de prolongar su vida, Otto Octavius reforma a los Seis Siniestros, deseando adquirir al hijo no nacido de Amenaza, con la esperanza de sintetizar una cepa pura del Suero Duende, solo para verse frustrado de nuevo por los esfuerzos del Hombre Araña y la conciencia culpable del Lagarto, reavivando su amargura hacia su enemigo, pero obteniendo un reconocimiento a regañadientes de sus habilidades. Octavius y el Hombre Araña siguen cruzando sus caminos durante los meses siguientes, con los Vengadores peleando en una nueva encarnación de los Seis Siniestros, el Doctor Octopus enviando a un Octobot remoto en la lanzadera de John Jameson, y Octavius contacta a Iron Man para forzarlo a encontrar una cura para su condición degenerativa. Sin embargo, cuando Iron Man realmente le ofrece tener a las mentes más brillantes en el Universo Marvel para encontrar una cura viable, Octavius se niega con simpatía a testificar que Stark admita que no puede hacerlo y pide piedad para desarmar, un dispositivo que Octavius había afirmado que era una bomba, disfrutando de esta "prueba" de su intelecto supuestamente superior.
Sus intentos por prolongar su vida sin embargo no obstaculizan, su más vasto plan siniestro en el que tiene a los Seis Siniestros en una lucha contra la Academia Vengadores para obtener una pieza de tecnología de Hank Pym, de la Fundación Futura para una pieza de tecnología de Reed Richards y la Inteligencia para Zero Cannon, una poderosa arma antigravedad, que luego reveló haber obtenido algo útil de su incursión temprana en el transbordador de John Jameson. Toda esta cuidadosa preparación llegó a buen término durante la historia de "Hasta el Fin del Mundo", donde las piezas de tecnología aparentemente no coincidentes robadas se utilizan para construir una red de satélites, la lente Octavian, capaz de alterar el clima mundial mediante la mejora o sofocación de los rayos solares.
Al principio, el Doctor Octopus afirma tener una intención benévola, deseando detener el efecto invernadero a cambio de gratitud y reconocimiento, pero pronto es expuesto por El Hombre Araña (habiéndose potenciado con la nueva tecnología desarrollada por Horizon Labs), la viuda negra y Silver Sable, descubren su verdadero plan (inmolar una gran parte de la población entera para evitar que alguien pueda sobrevivir a su inminente muerte, haciendo que los sobrevivientes lo recuerden con un miedo y asombro perpetuos) y queda al descubierto. Jugando con su ego, el Hombre Araña logra detenerlo, al recordar que, incluso si lograba que alguien sobreviviera a un calentamiento drástico de toda la Tierra, los sobrevivientes probablemente sufrirían daños cerebrales y serían incapaces de recordar sus acciones. Luego lo derrota ásperamente, en venganza por la muerte de Silver Sable, burlándose abiertamente y reprendiendo sus esfuerzos al afirmar que, debido a la destrucción de la lente de Octavian y su salud en declive, ahora va a morir solo, olvidado y sin un legado.

### Muerte y renacimiento
Incluso el cautiverio y el encarcelamiento no pueden detener a Otto Octavius. Desde que el Hombre Araña fue forzado a acceder a la mente colmena de los Octobots varias veces en los meses previos, involuntariamente le dio a Octavius un acceso completo e irrestricto a su mente y, como tal, puede programar a un Octobot solitario para intercambiar su patrón mental, Octavius ahora está en el cuerpo de Peter Parker y puede acceder a los recuerdos de su enemigo pero sin el contenido de sus restricciones de vivir su vida civil y planificar su futuro, mientras que su enemigo queda atrapado en el cuerpo defectuoso de Octavius.
Peter es capaz de reclutar a Trapster, Hydro-Man y Escorpión con la tarea de mantenerlo con vida y capturar al Hombre Araña en un intento de revertir el intercambio de ideas. Sin embargo, el soporte de vida portátil de Trapster puede darle a Peter solo 700 minutos de vida. Como tal, Peter abiertamente se opone al Hombre Araña. Mientras que el intento de Peter por reclamar su cuerpo falla, puede imbuir a su némesis con sus mismos recuerdos y valores antes de aparentemente morir en el cuerpo lisiado de Octavius. Angustiado, Octavius (en una repentina oleada de empatía por su némesis jurado) promete alejarse de la villanía y acepta el último deseo de Peter de que un Hombre Araña protegiera a Nueva York. Octavius afirma que, dado que ahora posee el poder físico y los buenos valores encarnados por el Hombre Araña, pero también la ambición desbordante y la mentalidad científica del Doctor Octopus, superará al "Increíble Hombre Araña" convirtiéndose en un "Hombre Araña Superior".

### The Superior Spider-Man

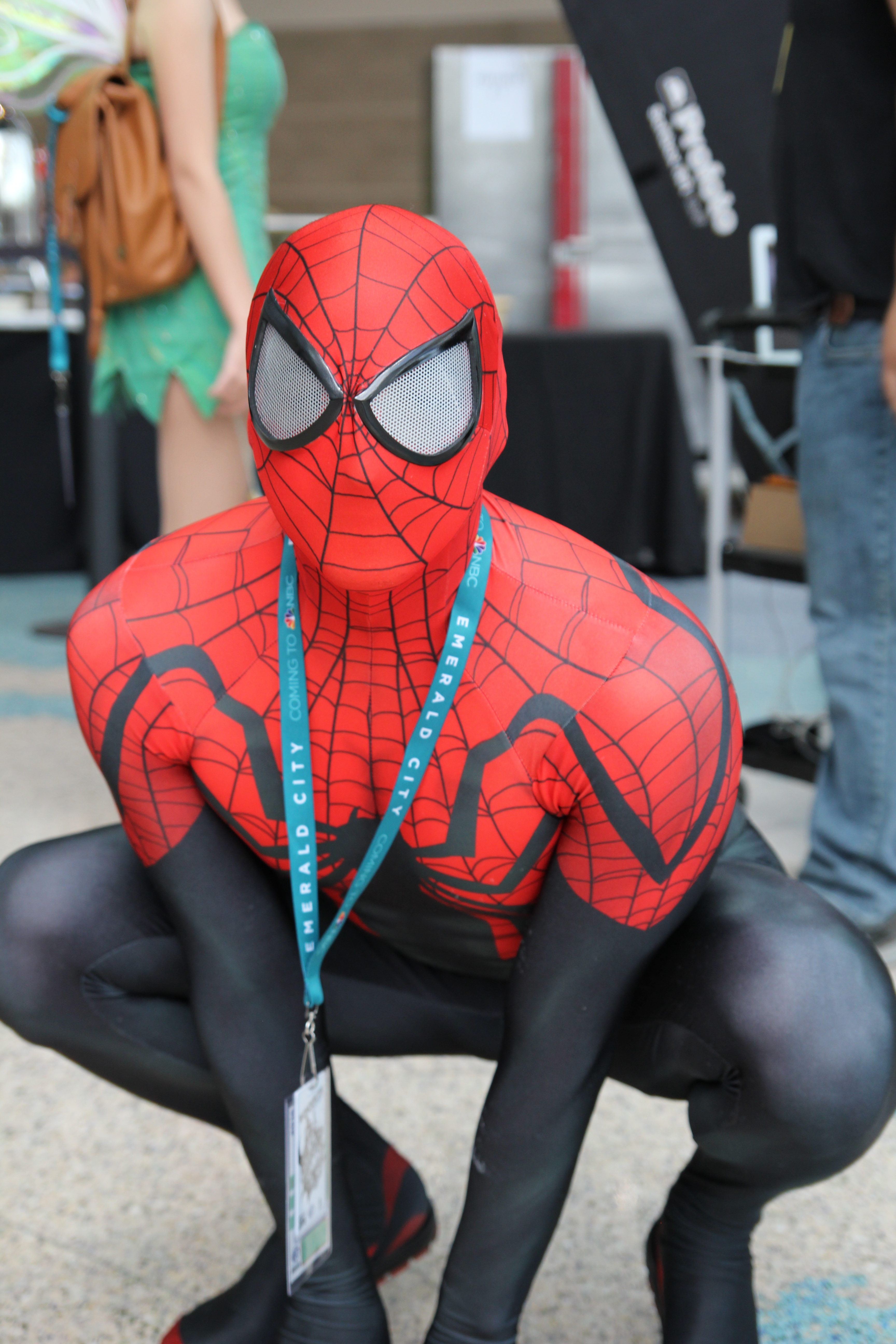
El Hombre Araña Superior es una de las encarnaciones del Doctor Octopus, esta vez en el cuerpo de Peter Parker. Destaca por sustituir el azul del traje con negro, y poder utilizar 4 apéndices que se asemejan a sus tentáculos de pulpo.

Dentro del cuerpo del Hombre Araña, Otto Octavius comienza su nueva carrera como un héroe rediseñando su equipo y recordando siempre su pasado como villano. Sin embargo, pronto se convierte en el objetivo de varios villanos, como un Zancudo mejorado con tecnología Octavius, Boomerang, Overdrive, Shocker, Speed Demon y el nuevo Escarabajo femenino y el Cerebro Viviente, todos ellos tratando de hacerse cargo del lugar dejado por el aparentemente muerto Doctor Octopus y sus Seis Siniestros. Aunque todavía no son rivales para el nuevo y más despiadado Hombre Araña, su violencia y sus nuevos gestos comienzan a alertar a varios de sus amigos y aliados cercanos, como Horizon Labs, Daredevil, Wolverine (busca tener la mente del Hombre Araña escaneada telepáticamente bajo la amenaza de una acción legal en la corte), Mary Jane Watson, y Carlie Cooper.
A pesar de sus logros, se revela que Octavius sigue obsesionado por el espíritu persistente de Peter Parker, incapaz de reafirmar el control sobre el cuerpo compartido del Hombre Araña, pero obstaculizando activamente sus esfuerzos por desviarse de los valores de Peter y tratando de recuperar su cuerpo. A pesar de la persistente influencia de Peter, la negativa de Octavius a los valores de Peter y su perplejidad le lleva a "rectificar" algunos errores: "Peter" se matricula en la universidad, persiguiendo activamente el doctorado. Peter se negó a sí mismo en el pasado, y rompe la auto-impuesta "regla de no matar" adoptando una postura proactiva contra los malhechores y los criminales, disparando al villano Massacre, incluso después de que Massacre pareciera mostrar signos de recuperación del daño cerebral que motivó sus crímenes, y agredir violentamente a Jester y Screwball por un insulto relativamente menor. Estas acciones llevaron a los Vengadores a confrontar a "el Hombre Araña" sobre sus actividades recientes, reconociendo que su amigo nunca actuaría de esa manera. Cuando su análisis posterior confirma que todavía es biológicamente Peter Parker, los genios residentes del equipo se ven ocupados de otra manera y por lo tanto no pueden hacer análisis más detallados, Octavius explica que simplemente está lidiando con el estrés sobre los acontecimientos recientes, el intento de Peter de garabatear un error de advertencia en una imagen. Después de que Octavius salva a un niño con daño cerebral durante su asalto a la Tierra usando un escáner neurológico, revela que está al tanto de la presencia de Peter y tiene la intención de realizar una Parker-ectomía, para tratar de remover a Peter de su cerebro permanentemente.
Intentando borrar todos los recuerdos de Peter de la mente para destruir por completo su conciencia viviente, Octavius logra borrar la memoria del Daily Bugle. Al darse cuenta de que Peter no se rendiría, Octavius se involucra directamente con su enemigo en la mente del Hombre Araña. Después de golpear a Peter hasta la médula rompiendo su espíritu con el conocimiento de que Peter estaba dispuesto a sacrificar a una chica para evitar que Octavius lo encontrara, Octavius declara su victoria final al llamar a Peter indigno de ser llamado el Hombre Araña y cree que borró todos los recuerdos del Hombre Araña. Volviendo al mundo real, Octavius se alegra en su creencia de que es libre y ha logrado la victoria final sobre el Hombre Araña. Pero este borrado también lo ha privado de los recuerdos del Hombre Araña, haciendo más difícil ser como el Hombre Araña, con algunos de los amigos de Peter (como Carlie, Mary Jane y J. Jonah Jameson, Sr.) cuestionando al Hombre Araña, en su enfoque más brutal. Mientras que Octavius ha desarrollado recursos más detallados de los que poseía Peter como el Hombre Araña, como crear un pequeño ejército de Araña-bots y aliados de Spiderling para ayudarlo, así como ayudar a Cyclops a atrapar al mutante Malicia en una unidad de contención especialmente diseñada, continúa recurriendo a métodos más cuestionables, como matar a Alistair Smythe, y chantajear a Jameson para darle rienda suelta en Nueva York al amenazar con exponer el hecho de que Jameson le pidió que hiciera esto. Durante una serie de enfrentamientos con sus antiguos aliados de los Seis Siniestros, también intentó lavarles el cerebro para que se convirtieran en su nuevo equipo, con lo que los obligó a unirse a las fuerzas del nuevo héroe, cuando los Seis se salieron de su control trataron de matarlo.
El enfoque de Octavius en su escala más grande también le hizo destruir los esfuerzos del Duende Verde por establecer un nuevo imperio criminal, con el Duende Verde rescatando criminales que escaparon del Hombre Araña y reclutando a su nueva pandilla, ya que Octavius simplemente se enfocó en los líderes donde Peter he intentado capturar a toda la pandilla Su obsesión por demostrarse a su Hombre Araña superior alcanzó un clímax particular cuando el Spider-Man 2099 llegó al pasado para lidiar con una anomalía temporal, con Octavius tan obsesionado por resolver el problema y mantener su identidad secreta que realmente atacó el futuro Hombre Araña en lugar de pedirle ayuda, sus acciones resultaron en la destrucción de Horizon Labs porque no pudo resolver el vibranium con ecuaciones relacionadas que Peter si pudo resolver. Desconocido para Octavius, los recuerdos de Peter lograron sobrevivir a la eliminación. Cuando Octavius intenta acceder a los recuerdos del Hombre Araña (porque Octavius solo puede ver los recuerdos que se miraron antes del borrado), se muestra a Peter levantando las 'rocas' de la batalla mental.
Cuando Carlie encontró pruebas de que la mente del Doctor Octopus está en el cuerpo del Hombre Araña, llora a Peter en la tumba del Doctor Octopus. La tumba se derrumba y Carlie cae donde descubre que el cuerpo del Doctor Octopus no está allí. Después de que Carlie ha sido capturada por Amenaza, el Rey Duende recibe el diario de Carlie de Amenaza, donde el Rey Duende descubre pruebas que afirman que la mente del Doctor Octopus está en el cuerpo del Hombre Araña.
Después de ser poseído por el simbionte de Venom, Octavius recibe ayuda inesperada de la conciencia de Peter Parker, aunque Octavius aún no sabe que Peter sobrevivió a su duelo mental. Peter decide mantener un perfil bajo hasta que Octavius hace algo que lo hará entrar en acción. Peter descubre que la eliminación de Octavius le ha dejado muy pocos recuerdos propios, pero después de darse cuenta de que los que aún tiene son los que lo definen, promete no rendirse y que recuperará el control de su cuerpo. El Hombre Araña Superior se encuentra frente a la fuerza total del Duende, desde la posesión del simbionte de Venom hace 31 días. Cuando el Hombre Araña Superior finalmente se enfrenta al Rey Duende, menciona que sabe sobre el cambio de mente del Doctor Octopus con el Hombre Araña. El Rey Duende luego realiza su próximo movimiento con misiles dirigidos a la Isla-Araña II.
Octavius sobrevivió al bombardeo y escapó con el Cerebro Viviente. Luego intenta encontrar al Rey Duende, sin embargo antes de que pueda hacerlo, Amenaza toma como rehén a Anna Maria Marconi.  Mientras tanto, el Duende destruye todos los edificios que significan algo para Octavius, para castigarlo por haberle robado al Duende de su sueño: matar al Hombre Araña. Octavius es atraído a la Universidad Empire State, donde encuentra a Don Lamaze. Durante la lucha subsiguiente, Lamaze toma una espada destinada a Octavius y muere en los brazos del Hombre Araña Superior. Dirigiéndose a Alchemax, es enfrentado por el Spider-Man 2099, quien toma el control de los asesinos de arañas y exige respuestas. Sin embargo, antes de que él los consiga, el Rey Duende reactiva a los Asesinos para matar a las Arañas, afirmando que Norman Osborn ahora gobierna Nueva York. Aunque logra escapar, Octavius se ve obligado a darse cuenta de que ha fracasado en su objetivo de ser un Hombre Araña Superior cuando el restaurado Peter Parker se hace cargo de salvar a un niño de un tren fugitivo donde Octavius vaciló, reflejando que él es consciente de su inferioridad fundamental cuando se sobrecompensa mientras Peter se detiene pero actúa cuando tiene que hacerlo. Octavius luego voluntariamente borra su propia conciencia para que Peter pueda recuperar el control de su cuerpo. Cuando se desvanecen los últimos recuerdos de Octavius, se demuestra que realmente se había enamorado de Anna Maria, para sorpresa de Peter. Octavius le dice a Peter que está dispuesto a renunciar a su amor para mantenerla a salvo, algo que solo Peter puede hacer como el verdadero Superior Hombre Araña, e insta al héroe a salvar Nueva York en su lugar.

### Spider-Verse (Universo Araña)

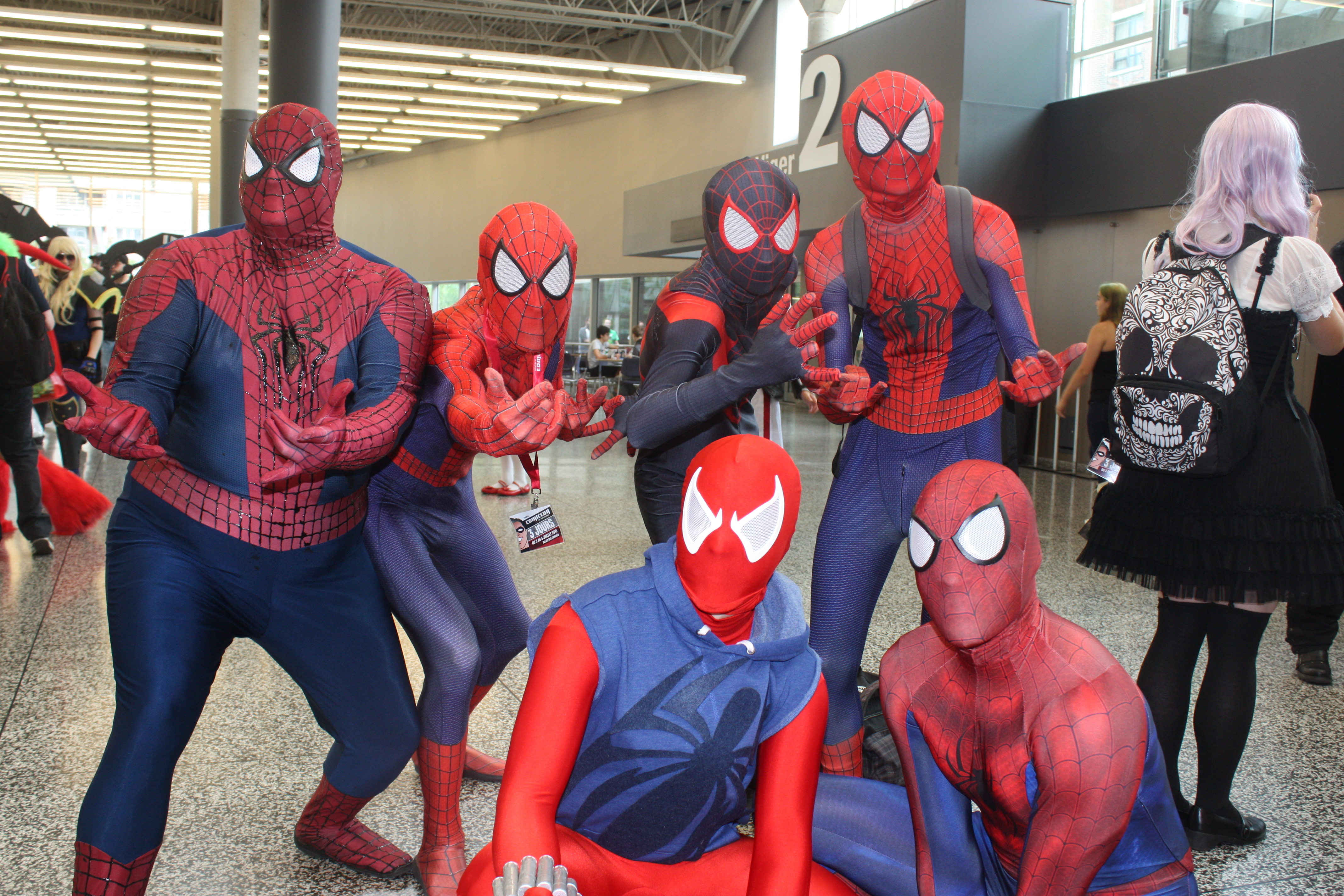
El Doctor Octopus en su forma del Hombre Araña Superior, es un responsable directo de los eventos en Spider-Verse (Universo Araña) y la reunión de todos los Hombres Araña incluido el mismo.

En el periodo previo al Spider-Verse (Universo Araña), Octavius fue enviado al año 2099 por accidente mientras lidiaba con las anomalías temporales causadas por el portal del tiempo de Horizon. Atrapado en el futuro, intentó regresar a casa creando un portal dimensional, pero se encontró viajando a varios universos alternativos, incluido uno donde el Hombre Araña se unió a Los Cuatro Fantásticos y una variación de la Casa de M, donde todos los Hombre Araña están muertos. Al darse cuenta de que algo estaba cazando a los Hombre Araña a través de otras dimensiones, Octavius comenzó a reunir a algunos de los más despiadados Hombre Araña en un equipo que podía oponerse a lo que sea que los matara, incluido el Hombre Araña Noir, el Hombre Araña con varios brazos, Pavitr Prabhakar, y un Peter Parker trabajando en operaciones negras con Wolverine. A medida que la crisis se desarrolla, Octavius toma el mando de un grupo de Hombres Araña alternos, considerándose a sí mismo particularmente calificado para liderarlos debido a su naturaleza única y voluntad de matar, pero cuando su equipo se enfrenta a otro grupo liderado por el Peter Parker de Tierra-616, que según Octavius es un Peter pasado, ya que no puede contemplar la posibilidad de que fracase, se ve obligado a ceder ante el liderazgo de Peter cuando Peter lo derrota en una pelea, Peter afirma que matar a Morlun y los Herederos no son la respuesta, ya que simplemente regresarán y necesitan un nuevo plan. Aunque se da cuenta de que Peter viene de su futuro, cuando Peter reconoce el nombre de Anna Maria, Otto se ve obligado a reconocer sus propios errores cuando descubre que otra Tierra donde Ben Parker era el Hombre-Araña fue reducido a un desierto nuclear debido a las acciones de su propia contraparte local.
Para evitar que los Herederos viajen alrededor del multiverso, cazando todos los totems de animales lo más rápido posible, Octavius identificó al Maestro Tejedor como la fuente de sus habilidades para atravesar el multiverso y lo mató. Sin embargo, Morlun temía las consecuencias de esta acción, resultando en Karn, el Heredero desertor sobreviviente, tomando el lugar del Tejedor (aunque se notó que el Tejedor era en realidad el yo futuro de Karn, creando una compleja paradoja temporal). Habiendo aprendido que estaba destinado a ser reemplazado por Peter Parker, Octavius intentó atacar la red multiversal para salvarse de su destino, alegando que les estaba dando a las arañas el regalo del libre albedrío, pero en la Tierra- 616, las arañas pudieron derrotarlo cuando sus aliados supervivientes volvieron a las dimensiones de su hogar. Antes de partir, Octavius envió un mensaje con retraso al programa de Anna Maria, con la intención de activarse 100 días después de regresar a su hogar, pero de regreso a su tiempo, su recuerdo de su tiempo con el Ejército Araña es borrado, permitiendo que la historia se desarrolle como debería.

### All-New, All-Different Marvel
Como parte del evento All-New, All-Different Marvel, se muestra una copia de la conciencia del Doctor Octopus en el Cerebro Viviente, donde todavía está enamorado de Anna Maria Marconi. Después de los acontecimientos del Universo Araña, Otto Octavius había respaldado su conciencia en uno de sus guanteletes (los lanza redes de Superior) que durmió durante 100 días utilizando la tecnología que adquirió a partir de 2099. El guante contiene una copia de la conciencia de Otto hasta el punto de que el Universo Araña (sin los recuerdos de aprender sobre el poder y la responsabilidad de su acto de autosacrificio en la Nación Duende, ya que esta copia permanecerá dormida durante este tiempo). Después de transformar el guantelete en una versión de un octobot, se incorporó al Cerebro Viviente mientras esperaba la siguiente oportunidad para tomar el cuerpo de Parker nuevamente, planeando actuar en un momento en el que el sentido arácnido de Parker sería grabado para que lo hiciera. perder las señales relevantes.
En el momento en que el Cerebro Viviente estaba en la sucursal londinense de Industrias Parker, la conciencia del Doctor Octopus expresa enojo por verse obligada a actuar como su lacayo. Después de que Peter Parker despidiera a Sajani Jaffrey por conspirar contra él, la conciencia del Doctor Octopus sonríe mientras Anna es nombrada directora de la sucursal londinense de Industrias Parker.

#### "Dead No More: The Clone Conspiracy"
Durante la historia de Dead No More: The Clone Conspiracy, Peter decide que las Industrias Parker se familiaricen con el sistema "New U" de New U Enterprises, que es un programa donde se clonan órganos de reemplazo para quienes sufren lesiones graves. Al enterarse de esto desde el Cerebro Viviente, la conciencia del Doctor Octopus expresa interés en el procedimiento. Cuando Peter Parker escaneó al Cerebro Viviente para descubrir por qué estaba actuando inusualmente, la conciencia del Doctor Octopus preguntó por qué se borró. Al darse cuenta de la verdad, Peter Parker cerró al Cerebro Viviente solo para que la conciencia del Doctor Octopus reactivara al Cerebro Viviente y hacer que se autodestruya mientras escapaba en el Octobot. Al llegar a New U Enterprises, el Octobot poseído por el Doctor Octopus planea recuperar su cuerpo biológico, convencido de que la conciencia en el cuerpo de Parker estaba "infectada" por su tiempo en el Hombre Araña por creer que Peter era superior a él. Al dirigirse al Potter's Field, el Octobot, que posee al Doctor Octopus, descubre que al cuerpo del Doctor Octopus le robaron la tumba junto con Alistair Smythe y otros villanos. Rastrea al ladrón de tumbas a New U Technologies. Al encontrar el cuerpo del Doctor Octopus, el Octobot poseído por el Doctor Octopus permitió que se clonara y perfeccionara. Después de eliminar la copia de la conciencia de Peter Parker, el Doctor Octopus toma el control del cuerpo del clon y emerge de la tina donde se parece a su apariencia anterior. Jackal estaba presente donde lo presenta con su paquete de tentáculos. Ahora, un aliado de Jackal, el Doctor Octopus recibe las píldoras New U especiales para evitar que su cuerpo sufra una degeneración de clones.
Cuando el Hombre Araña más tarde se infiltra en New U Technologies después de presenciar secuencias de vídeo de uno de sus sujetos que sufren degeneración celular, él evade la fuerza de seguridad inicial, incluyendo a Rhino y la femenina Electro. Cuando descubre lo que parece ser Gwen Stacy, se distrae lo suficiente como para ser tomado por sorpresa por el renacido Octavius, una vez más en su propio cuerpo con nuevos tentáculos.  Con el Hombre Araña atrapado en sus tentáculos, el Doctor Octopus le dice que él no es un clon o un holograma, sino el verdadero Otto Octavius.
Después de que Silk escapa de New U Technologies, el Doctor Octopus ataca a Espectro que no pudo atravesar las paredes con el sujeto de prueba. Doctor Octopus y Espectro luchan hasta que llega Electro y noquea a Espectro. El Doctor Octopus luego experimenta con Espectro y planea colocarlo en un cuerpo clonado.
Mientras estudiaba los clones de Kaine y Electro para perfeccionar el Proto Clon, Anna Maria fue llevada a Otto y se siente incómoda cuando el Doctor Octopus comienza a apelar por su interés amoroso. Cuando Jackal ingresa al laboratorio, Anna Maria revela que sabe cómo detener el proceso de descomposición de los clones y Jackal le ofrece el cuerpo "Proto Clon" a cambio de la fórmula. Octavius se ofende por los comentarios de Jackal sobre el enanismo de María y ataca a su jefe. Luego, acciona un interruptor que activa el virus Carrión en todos los clones y hace que comiencen a descomponerse rápidamente.
El Doctor Octopus lucha contra Jackal para darles a Peter y Anna Maria el tiempo para transmitir la frecuencia, el Hombre Araña acertadamente anticipando que Octavius actuaría para proteger a Anna independientemente de su propia historia. La frecuencia tiene un gran efecto en Doctor Octopus y Jackal. Al revisar el Salón de New U Technologies después de la transmisión, el Hombre Araña y Anna Marie Maraconi descubren que Ben Reilly, Doctor Octopus y Gwen Stacy han sido reducidos a polvo. Más tarde se reveló que el Doctor Octopus dejó inconsciente a Ben Reilly y escapó al transmitir su mente al Proto Clon (un clon perfecto de Peter Parker) antes de que Ben Reilly pudiera hacerlo.

### Convertirse en el Superior Octopus
Con su nuevo cuerpo, Otto Octavius regresa a una de sus antiguas bases solo para descubrir que está siendo ocupada por Hydra. Él derrota a los soldados de Hydra, pero Arnim Zola lo recluta en Hydra. Zola le otorga el liderazgo de algunos soldados de Hydra para que trabajen para él en la organización de la destrucción de las Industrias Parker. Con la ayuda de Hydra, se crea un nuevo uniforme para sí mismo, siendo el Superior Octopus, con la intención de esperar a que las acciones de Peter puedan desencadenar el colapso de Industrias Parker para que pueda retomar su posición y demostrar que es superior, una vez más. 

#### Imperio Secreto
Durante la historia del Imperio Secreto, Superior Octopus aparece como un miembro de los Vengadores de Hydra. Fuera de su trabajo con los Vengadores de Hydra, Superior Octopus se acercó al Hombre Araña donde quiere que le transfiera la propiedad de Industrias Parker. Cuando Peter Parker rechazó esta oferta, Superior Octopus hizo que los agentes de Hydra en la sucursal londinense de Industrias Parker explotaran el edificio. Cuando Peter huye a la sucursal de Industrias Parker en Hong Kong, Octavius intenta implementar varios protocolos de seguridad que ha agregado a todas las tecnologías de Industrias Parker que le permiten retomar el control de cualquier cosa desarrollada por la empresa, pero Peter le da la vuelta a Octavius ordenando a sus empleados que literalmente destruyan la compañía para dañar a Hydra, frustrando el intento de Octavius de completar su nuevo traje de alta tecnología con un EMP, vuelve a su traje tradicional y convirtiendo el truco de EMP contra Octavius para que sus propios tentáculos lo ataquen. Octavius se ve obligado a huir de la batalla, furioso por la forma en que es tratado como un solo subordinado en el ejército de Hydra.

#### Go Down Swinging y redempción
Durante el arco de la historia de Go Down Swinging, donde el Duende Rojo (Norman Osborn, que se ha potenciado con el simbionte Carnage) ataca a Spider-Man y a todos sus amigos y familiares, el Superior Octopus y J. Jonah Jameson ayudan a defender a la Tía May como el Superior Octopus aún conserva algunos de los recuerdos y el sentido de responsabilidad de Peter. Esto concluye con Peter perdonando al Superior Octopus y dándole una "pizarra en blanco". Tras la derrota de Osborn, Superior Octopus revela su nueva identidad como el Dr. Elliot Tolliver, una persona que acaba de comenzar a trabajar en Horizon University. Se lo vio solicitando un trabajo con Max Modell cuando Anna Maria comienza a actuar con sospecha hacia el Dr. Elliot Tolliver.

#### "Spider-Geddon"
Durante la historia de "Spider-Geddon", se ve al Superior Octopus luchando contra el Turno de Noche. El Superior Octopus acepta ahorrarles más dolor a cambio de que el Turno de Noche se convierta en sus agentes, donde los compensará con sus propios fondos. Aceptan los términos y se les ordena que devuelvan los artículos robados. El Superior Octopus se marcha, aconsejándoles que nunca se crucen con él o no vivirán lo suficiente para arrepentirse. Después de un día en la Universidad de Horizon y de salvar a algunas personas en el Puente de la Bahía, Superior Octopus lucha contra Arnim Zola, un bio-duplicado de Gorgon, y algunos agentes de HYDRA que buscan recuperar sus servicios para reconstruir HYDRA. El Superior Octopus dice que ha terminado con su parte del trato y los ataca. Cuando el bio-duplicado de Gorgon convierte al Superior Octopus en piedra y lo destroza, emerge otro cuerpo de Superior Octopus, donde destruye el bio-duplicado de Gorgon y derrota a Arnim Zola, mientras le informa que le haga correr la voz a HYDRA para que nunca vuelva a por él. El monólogo interno de Superior Octopus afirma que había perfeccionado la tecnología de clonación de Miles Warren, donde cada clon tenía que hacerse a partir del difunto para mantener sus recuerdos como una forma de conquistar la muerte. Sin embargo, después de que Octavius obliga al Conde Nefaria a retirarse de Los Ángeles, el Spider-Army lo enfrenta en su taller de clonación. Revelan que su proceso de clonación ha sido 'pirateado' por los Herederos, quienes alimentaron sus computadoras con datos de hace horas hasta que estuvieron listos para manifestarse, con estos nuevos Herederos matando rápidamente a Spider-Man Noir y Spider-UK. Octavius luego cita "Qué he hecho ..." Después de iniciar la secuencia de autodestrucción de su base para ralentizar a los Herederos, Superior Octopus afirma que aún deberían haber matado a los Herederos mientras tenían la oportunidad. Al dirigirse a su laboratorio en Horizon High para cambiar a su apariencia superior de Spider-Man, va a reclutar a Kaine y dice que deberían dejar a Ben Reilly fuera de la pelea, ya que Jennix está apuntando a la tecnología de clonación de la ahora desaparecida New U Tecnologías. Cuando Superior Spider-Man y Kaine entran al portal, no saben que Ben Reilly los ha seguido. El Superior Spider-Man se dirige a la Tierra-1048 para reclutar a Spider-Man de ese mundo, donde ayuda a derrotar a la Tarántula y se entera de su contraparte. Después de que Spider-Norman y Spiders-Man rompieron la conexión de la Tierra-616 con la Red de la Vida y el Destino, Octavius aparentemente traicionó a Ben y se lo entregó a los Herederos a cambio de que las otras Arañas se quedaran en paz. Cuando Spider-Man de Tierra-1048, que había estado siguiendo en secreto a Octavius y Ben desde atrás, creyó que Octavius había cometido el mismo error que su contraparte al traicionar a los suyos, Octavius le reveló que él y Ben planeó esto a propósito para engañar a los Herederos para que consumieran el clon que los volvería locos, a partir de cuando se vio obligado a revivir los recuerdos de las 29 muertes y resurrecciones de Ben. Con la ayuda de los Spider-Men sobrevivientes que están atrapados en la Tierra-616, incluidos los que quedaron atrapados en otro universo (incluidos Kaine y Peter de 616), Octavius logra resucitar a Ben en su trigésima resurrección. Con los herederos convertidos en bebés para ser criados por Spider-Ma'am (tía May) para su redención; lo mismo ocurre con Morlun, quien se encuentra actualmente en la prisión de alta seguridad de 616. Octavius vuelve a ser el Superior Spider-Man.

### The Superior Spider-Man(vol. 2)
Después de los eventos de "Spider-Geddon", Octavius reanuda su carrera como el Superior Spider-Man una vez más, protegiendo a San Francisco con la ayuda contratada del Turno de Noche. Su identidad como Dr. Elliot Tolliver es descubierta por Anna Maria, quien lo confronta con el Cerebro Viviente reconstruido, pero la aparición de Terrax the Tamer le da a Octavius la oportunidad de evadir temporalmente esto. A pesar de carecer del armamento, la tecnología y la ayuda de Turno de Noche (que huyó con miedo después de que uno de sus miembros no muertos se cortara por la mitad) para enfrentarse a Terrax, Octavius se niega a retroceder a pesar de estar gravemente herido durante la pelea contra él. Con la ayuda de Anna Maria y Turno de Noche, Octavius puede usar un dispositivo para desviar una fracción del Poder Cósmico de Terrax y transferirlo a sí mismo, dándole poderes cósmicos. A pesar de esta actualización, Octavius aún no puede derrotar a Terrax hasta que sea capaz de cambiar la frecuencia del hacha de este último y engañarlo para que la retire, provocando una retroalimentación que deja inconsciente a Terrax. Con la pelea terminada, Octavius devuelve el Poder Cósmico a la máquina y se desmaya. Cuando despierta, está siendo tratado por Anna Maria, quien decide que ayudará a Otto a ser un verdadero héroe, pero si alguna vez regresa a su personaje de Doctor Octopus, lo arrestará o algo peor. Octavius está de acuerdo con esto, creyendo que ella sería la compañera perfecta para él. Mientras ayuda a las autoridades a reconstruir San Francisco y rescatar a los sobrevivientes, Superior Spider-Man aprende sobre la humildad y comienza a conectarse con la gente. Sin que él lo sepa, Maestro Pandemonium emerge de los escombros, planeando atacar. Cuando Maestro Pandemonium ataca, Superior Spider-Man se ve obligado a trabajar con Doctor Strange para detener Pandemonium después de que posee a la nueva asociada de Elliot Tolliver, Emma Hernández, revelando en flashbacks que los dos se conocieron antes de adoptar sus identidades posteriores, con el Doctor Strange rechazando una solicitud. para ayudar a Octavius a desarrollar el arnés original y Octavius luego ignoró al ahora indigente Strange después del accidente. Mientras luchan contra Maestro Pandemonium, los dos se ven obligados a 'intercambiar' por un tiempo, con el Doctor Strange usando las 'hileras' del Superior Spider-Man para operar en Pandemonium y cerrarlo, mientras que Superior Spider-Man usa la Capa de Levitación. Al final de la pelea, Superior Spider-Man pregunta si Doctor Strange podría lanzar el mismo hechizo que usó para hacer que el mundo se olvidara de la identidad de Peter. El Doctor Strange rechaza esa solicitud, ya que el hechizo original solo podría lanzarse en circunstancias específicas y, en cualquier caso, siente que le hace bien al Superior Spider-Man que la gente conozca su pasado para que no tenga la tentación de "retroceder".
Durante la historia de "War of the Realms", Superior Spider-Man trabajó para salvar a los civiles de una invasión de Gigantes de Hielo. Luego se le ocurrió la idea de trabajar con los Vengadores de la Costa Oeste para hacer uso de los poderes de América Chávez. Después de rescatarlos con su Lente Octaviano, Superior Spider-Man apenas los convenció para ayudar a combatir la invasión asgardiana en la fuente. Tendrían que ir a la ciudad de Nueva York, ya que la magia asgardiana está interfiriendo con los poderes de Estados Unidos. En medio de la batalla entre las fuerzas de Los 4 Fantásticos y Malekith el Maldito, Superior Spider-Man trabajó con Mister Fantástico para permitir que América Chávez duplicara la energía del Puente Bifrost. Después de que ninguno de los dos pudo localizar al equipo de ataque en Svartalfheim, Superior Spider-Man y Mister Fantástico localizaron al equipo de ataque en Jotunheim. Los de Jotunheim persuadieron al Hombre Araña Superior para que se concentrara en proteger la Tierra. El Superior Spider-Man regresó a la ciudad de Nueva York para liderar a los Vengadores de la Costa Oeste en la protección de los ciudadanos.
Una vez que terminó la guerra, Superior Spider-Man recibió un premio de la ciudad por su papel en su defensa, pero Superior Spider-Man se sintió preocupado por la ceremonia, confesando más tarde a Spider-Man que sintió que debería. he podido ahorrar más. Ofreciendo su propia experiencia como héroe, Spider-Man consoló al Superior Spider-Man al observar que el sentimiento de Octavius por este dolor por muertes aleatorias demostraba que estaba saliendo de su antigua historia de villanos. Sin el conocimiento de Elliot Tolliver en su cita con Emma Hernandez, una de las arañas que componen Spiders-Man de Tierra-11580 lo está espiando en nombre de Norman Osborn de Tierra-44145. Después de que le digan la información que recibió de Spider-Man de la Tierra-11580, Norman Osborn de la Tierra-44145 comienza sus planes de venganza contra el Hombre Araña Superior. Después de una cita con Emma Hernández, notan una filtración de noticias que pregunta si Superior Spider-Man es realmente el Doctor Octopus. Spider-Man, Mister Fantastic y Doctor Strange habían notado su colaboración con Superior Spider-Man y su participación en la lucha contra los Gigantes de Hielo. Incluso los hermanos Grimm hicieron su comentario sobre trabajar para ellos. Al día siguiente, Max Modell llama a Elliot Tolliver a su oficina, donde Tolliver admite que él es el Proto-Clon creado por New U Technologies y que alberga la mente de Otto Octavius. Modell declaró que ya sabía que él era el Proto-Clon y el Hombre Araña Superior, además de afirmar que cree en las segundas oportunidades. Al analizar las imágenes de seguridad de la filtración, Superior Spider-Man encuentra pequeñas arañas y se da cuenta de que Spiders-Man of Earth-11580 fue el responsable. Spiders-Man of Earth-11580 los ataca cuando Superior Spider-Man usa un campo de interrupción de olas para atrapar a la araña principal. Obteniendo una confesión de él, Superior Spider-Man le revela a Modell sobre Norman Osborn de la Tierra-44145, quien opera como el Spider-Man de su realidad. Los Spiders-Man de Tierra-11580 afirma que Spider-Man ed Tierra-44145 está a salvo en su mundo y que nunca lo alcanzarán. En el subsótano dos de la Universidad de Horizon, Superior Spider-Man afirma que no podrán alimentar el transportador dimensional sin algo que pueda replicar las energías del Cubo Cósmico. Anna Maria y Cerebro Viviente revelaron que aprovecharon las energías cósmicas de la lucha con Terrax en el invento Cosmic Harness. Cuando el cerebro vivo ingresa las energías cósmicas en el sistema, comienza a sobrecargarse y provoca una explosión. Mientras el Hombre Araña Superior sostiene los escombros, aparece el Hombre Araña de la Tierra-44145, revelando que estuvo en la Tierra-616 todo este tiempo gracias al fragmento de la Red de la Vida y el Destino que sostiene y que le permite viajar a diferentes dimensiones. Al derribar al Superior Spider-Man, Spider-Man of Earth-44145 revela que va a matar a todos los que le importan como parte de su venganza contra Superior Spider-Man por insultarlo. Mientras los equipos de rescate llevan a la mayoría de los atrapados en la explosión a un lugar seguro, Spiders-Man y Spider-Osborn derrotan a Dansen Macabre, Digger y Skein antes de que Spider-Osborn capture a James Martin, afirmando que liberará al niño solo si Octavius mata a tres ciudadanos. en cámara (prohibiéndole "hacer trampa" apuntando a criminales o enfermos terminales) para que la gente vea que el "Superior Spider-Man" es un fraude. Sin forma de pedir ayuda a los Vengadores u otros héroes sin poner en peligro a James, y creyendo que no puede ganarle a Osborn como es, Octavius usa un movimiento de señal que aprendió del Doctor Strange para llamar a Mephisto, quien afirma que Spider-Man de Tierra-44145 está fuera de su jurisdicción. Octavius le pide a Mephisto que lo devuelva al hombre que una vez fue por un día para que pueda luchar contra Spider-Man de Tierra-44145, pero Mephisto rechaza esa solicitud, pensando que de todos modos ya puede tener el alma de Octavius, y hace una contraoferta; restaurará permanentemente a Octavius a su cuerpo original, sin ningún rasgo de enfermedad ni ninguna de las "manchas" que recogió de Peter Parker. Anna Maria intenta convencer a Octavius de que es un riesgo demasiado grande, mientras que Mephisto se burla de Octavius con sus antiguas afirmaciones de que solo era un criminal debido al daño cerebral causado por el vínculo con sus brazos originales mientras él simultáneamente 'asegura' a Octavius que tal la mancha no será un factor ahora. Más tarde, los hermanos Grimm son atacados por el Doctor Octopus aparentemente restaurado mientras cobran su pago, y Octopus les exige la ubicación de Spider-Man de Tierra-44145 o de lo contrario morirán. Usando un clon de Elliot Tolliver, el Doctor Octopus llega a Spider-Man de Tierra-44145 y usa sus viejos arneses para derrotarlo. Usando la Red de la Vida y el Destino, el Doctor Octopus arroja a Spider-Man de Tierra-44145 de regreso a su mundo. Después de visitar brevemente a Anna Maria y Emma en el hospital, durante el cual revela que ha perdido todo recuerdo de la identidad original de Spider-Man, el Doctor Octopus observa el funeral de Elliot desde lejos. Se le informa a Digger que distribuya la indemnización por despido a los miembros restantes del turno de noche para que no lo molesten de nuevo y para advertirles que no vayan a visitar a los hermanos Grimm en el hospital. El Doctor Octopus luego se aleja, dejando su atuendo Superior Spider-Man en la basura.

## Poderes y habilidades

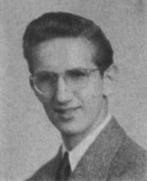
Steve Ditko fue el artista original y cocreador del Doctor Octopus

Otto Octavius es un genio en el campo de la física atómica y posee un doctorado en ciencias nucleares. Ingeniero e inventor brillante, también es un excelente estratega y un líder carismático. Su genio en radiación es tan excepcional que una vez fue invitado por Mr. Fantástico de los Cuatro Fantásticos para ofrecer su experiencia cuando la Mujer Invisible sufrió complicaciones durante su segundo embarazo como resultado de la radiación cósmica que le había dado al equipo sus poderes.
Debido a la exposición a la radiación atómica, el Doctor Octopus ha adquirido la capacidad mental del control psicoquinético en sus cuatro brazos de tentáculos artificiales, telescópicos, con energía eléctrica, prensil, titanio y de acero (un grado de control psicoquinético sobre ellos que también puede ejercer a vastas distancias, incluso cuando no están conectados a él) gracias a que se une a un arnés de acero inoxidable que abarca la parte inferior del torso. Cada uno de estos cuatro brazos es capaz de levantar varias toneladas, a condición de que al menos un brazo se utilice para apoyar su cuerpo. El tiempo de reacción y la agilidad de sus apéndices mecánicos se han mejorado mucho más allá de la gama alcanzable para la musculatura humana normal. Los brazos permiten a Octavius que se mueva rápidamente sobre cualquier terreno, y pueda escalar superficies verticales y techos. Ha desarrollado su concentración y control hasta el punto de que puede aplicarse a un solo oponente, como el Hombre Araña, o varios oponentes con los brazos mientras se realizan tareas completamente separadas, más delicados, tales como agitar el café o la construcción de una máquina. Debido a su peso y edad, sus oponentes a menudo se sienten atraídos por una falsa sensación de seguridad, sólo para descubrir que es un formidable combatiente. Ha logrado forzar a oponentes tan formidables como el Hombre Araña, Daredevil, y el Capitán América para asumir una posición defensiva en una pelea.
El Doctor Octopus también ha empleado un traje de cuerpo blindado que le permita respirar bajo el agua, y está diseñado para resistir la presión extrema del agua.
El Doctor Octopus ha comenzado a usar un traje tipo armadura de cuerpo completo debido a una enfermedad paralizante causada por la cantidad de castigo que ha sostenido a lo largo de los años, agravada aún más por el hecho de que su capacidad de recibir el daño está todavía en un nivel humano, incluso si pudiera ofrecer un nivel sobrehumano de resistencia al castigo; por lo que se basa por completo en sus brazos para impedir que los oponentes con una fuerza sobrehumana estén suficientemente cerca como para dañar su forma física, es relativamente apto incluso antes de su enfermedad. Para compensar esto, se ha cubierto todo su cuerpo con traje nuevo, con sus brazos normales obligados a aguantar su pecho, y cuatro tentáculos adicionales se han añadido a su arnés. También ha desarrollado un control psicoquinético-telepático sobre un ejército de "Octobots" (pequeños drones tipo pulpo).

### Arneses
El Doctor Octopus ha poseído un total de tres arneses diferentes durante su carrera: el arnés de titanio original, un arnés de adamantio más poderoso y un arnés de carbonano con tentáculos con una temática de pulpo. Los arneses originales y el adamantio fueron destruidos en la miniserie de los enemigos letales del Hombre Araña.
Su arnés actual está hecho de una aleación de acero y titanio, y una aleación de niobio que es de composición densa pero ligera. Mientras usa el arnés, los brazos son lo suficientemente potentes como para permitirle caminar por paredes de concreto y moverse rápidamente. También se usan para agarrar objetos, tanto pequeños como grandes, y como armas literales en términos de ser golpeados contra objetos y personas como palos. Las pinzas al final de cada tentáculo también se pueden usar para cortar y desgarrar la carne de sus enemigos. Su gran poder usando estos apéndices fue lo suficientemente grande como para vencer a Daredevil, un combatiente experimentado con sentidos sobrehumanos, casi hasta la muerte.
El arnés de adamantio fue lo suficientemente poderoso como para contener y golpear a Hulk hasta someterlo durante una serie escrita por Erik Larsen. El adamantio en sus tentáculos hizo posible que Iron Man en combate fuera mejor, desgarrando la armadura del héroe con una derrota tan dura que Tony Stark comenzó a dudar de sus habilidades lo suficiente como para permitir que su persistente problema con el abuso de alcohol se desatara. El arnés también es capaz de sostener un pequeño propulsor que le permite volar a lugares más rápido y poder evadir al Hombre Araña más fácilmente. El Doctor Octopus incluso es capaz de girar sus tentáculos para desviar proyectiles pequeños como balas.

### Poderes como Spider-Man
Habiéndose apoderado del cuerpo del Hombre Araña, Otto Octavius toma posesión de todos los poderes, habilidades, recuerdos y equipos del Hombre Araña, aunque pierde el acceso a los recuerdos del Hombre Araña después de aparentemente quitar a su enemigo de su compartimiento mental. Como una forma de reafirmar su mente superior percibida, jugueteó con el traje original del Hombre Araña, añadiendo un poco de chapado de carbono en el cuello y el cráneo, garras en las manos y los pies, calzado dividido tocado como jika, Zapatos de tabi, un motivo de araña un poco diferente, más imponente en su espalda y lentes mejorados en su traje, con un HUD y habilidades de rastreo.
También conserva acceso a algunos de sus antiguos escondites de Doctor Octopus, combinando invenciones derivadas de Horizon Tech con su propia y peculiar tecnología.

### Octobots
Los Octobots son robots con la temática del pulpo creados por el Doctor Octopus. Hay dos tipos diferentes de Octobots:
- El primer modelo del Octobot visto es una pequeña bola de metal, con ocho patas que son controladas mentalmente por el Doctor Octopus a través de un control remoto. Estos Octobots también se pueden usar para atacar, realizar diferentes tareas y enlazarse a cualquier persona para que el Doctor Octopus pueda controlarlos.

- El segundo modelo del Octobot visto es un robot metálico gigante que el Doctor Octopus usa para atacar construcciones enormes.

Los Octobots tienen al menos dos variaciones conocidas:
- Los Spider-Slayers: estos Spider-Slayers que aparecieron en la Isla-Araña son en realidad octobots de primera generación que El Hombre Araña cargó con un suero especial que se utilizó para curar el virus de la araña que poco a poco convirtió a todos en el Hombre Araña.

- Los Araña-Bots: los Araña-Bots son pequeñas arañas rojas y azules. Mientras estaba dentro del cuerpo del Hombre Araña, los controló a control remoto y puede realizar vigilancia constante en toda la ciudad de Nueva York, realizar diferentes tareas y controlar la tecnología.

### Poderes como SuperiorOctopus
En su nuevo cuerpo de superior Octopus, Otto Octavius retiene el acceso a los poderes de Peter Parker y también obtiene un nuevo conjunto de tentáculos originales, los cuales están diseñados para trabajar en conjunto con los poderes de este cuerpo.

## Otras versiones

### Era de Ultron
En la realidad de la Era de Ultrón de la Tierra-61112 donde el malvado robot de inteligencia artificial llamado Ultron, regresó a la Tierra y aniquiló a la humanidad y a la mayoría de los superhéroes del mundo, se reveló que en algún momento antes de la conquista de Ultrón, los eventos del Deseo del Octopus moribundo todavía habían ocurrido, cuando Peter Parker se revela como Otto Octavius.

### Casa de M
En la realidad de la Casa de M creada por la Bruja Escarlata, Otto Octavius hace una aparición como un investigador para el gobierno donde se lo ve estudiando las células madre.

### Marvel 1602
En el universo Marvel 1602, aparece una versión del Dr. Octopus en la miniserie el Hombre Araña 1602. El barón Victor Octavius es un noble italiano que vive en Francia. Sus intentos de usar la sangre de los pulpos para curarse de la peste bubónica han resultado en que se convierta en un monstruo deformado parecido a un pulpo, también está asociado con su colega el Dr. Curtis Connors, transformándolo en el Lagarto. Una poción derivada de la sangre de Hal McCoy por el filósofo naturalista Henri Le Pymlo le mantienen como humano, pero cada vez es menos efectiva. Él cree que la sangre de Peter Parquagh podría ser la base para una poción más efectiva. Más tarde es asesinado por un pie gigante transformado del filósofo Le Pym.

### Marvel Zombis
En la Tierra-2149 (un mundo en el que casi todos los héroes y villanos son zombis), un no-muerto Doctor Octopus aparece por primera vez en la serie Marvel Zombies junto con varios otros supervillanos zombis que intentan matar y devorar a los invasores de Galactus; esta encarnación del Doctor Octopus aparentemente es destruida poco a poco por varios héroes con poderes cósmicos después de que se interpusiera en el camino de un ataque que apuntaban a la invasión de Galactus.
En la serie de precuelas de Marvel Zombis, Marvel Zombies vs. The Army of Darkness y Marvel Zombies: Dead Days, el zombi Doctor Octopus hace solo algunas apariciones, como un miembro de los Seis Siniestros muertos vivientes. Otra versión alternativa aparece en Marvel Zombies Return como miembro de los Seis Siniestros. Fue cortado por la mitad e infectado por un Hombre Araña zombi. El cuerpo del Doctor luego es destruido y devorado por un Hombre Araña zombificado y luego fue escupido (porque la carne de zombi tenía un sabor terrible para otros zombis) después de que él y el resto de los Seis Siniestros devoró a los amigos de Peter.

### MC2
En los universos alternativos MC2, el Doctor Octopus atacó el Daily Bugle poco después de la desaparición/retiro del Hombre Araña, matando al editor en jefe Joseph "Robbie" Robertson. Esto motiva al editor de Bugle, J. Jonah Jameson, a iniciar el "Proyecto: Humano Mosca", un intento de crear un superhéroe controlado por el gobierno. Los mercenarios (que más tarde se descubrió que estaban al servicio del Doctor Octopus) intentaron robar el traje Humano, pero se ven frustrados cuando el nieto de Jameson toma el traje (los controles del cual se unen al primer usuario) y se convierte en el superhéroe Zumbido. El Zumbido y la Chica Araña eventualmente aprehenden al Doctor Octopus, quien ahora está siendo golpeado por el cáncer, cae en un estado de coma del cual no se espera que se recupere. Más tarde, Lady Octopus toma el manto del Doctor Octopus.

### Marvel Noir
En la serie el Hombre Araña Noir como parte del universo de Marvel Noir, su nombre aparece por primera vez en el periódico Daily Bugle como uno de los biólogos que realizan un viaje oceánico en un barco de investigación llamado "La Atlántida". Él aparece en persona en el primer número de la serie de secuela, "Eyes Without a Face". Aquí, él es un médico que trabaja en una instalación en la Isla Ellis. Sus piernas están lisiadas y marchitas, y viaja en una silla de ruedas con seis largos tentáculos metálicos en forma de garra sobresaliendo. Él está llevando a cabo experimentos con primates oficialmente, para estudiar sus cerebros en relación con la evolución, y al final, se muestra que está teniendo en secreto a afroamericanos secuestrados para sus propios experimentos más secretos. Más tarde se revela que, de hecho, estaba trabajando con los nazis y sus representantes estadounidenses, "Amigos de la Nueva Alemania", con el plan de convertir a todas las minorías en esclavos sin sentido de razonamiento. Sin embargo, sus experimentos son descubiertos por el Hombre Araña, y aunque se le permite abandonar el país debido a su servicio pasado en América, es posteriormente rechazado por los nazis, ya que creen que su cuerpo lisiado refleja una mente lisiada que no podría producir nada de valor para ellos.

### Spider-Gwen
En la realidad de Spider-Gwen de la Tierra-65, el Doctor Octopus es el científico jefe de SILK. Contrata a la versión 616 de su jefe Cindy Moon con un pulpo experimental que se le atribuye.

### el Hombre Araña: Capítulo uno
Otto Octavius aparece en el Hombre Araña: Capítulo Uno, una nueva imaginación del origen del Hombre Araña. Esta versión del personaje se transformó en Doctor Octopus en el mismo accidente que provocó que una araña se volviera radioactiva, lo que llevó a la transformación de Peter Parker en el Hombre Araña.

### Spider-Man: India
En Spider-Man: India, el Dr. Octopus es presentado como un doctor dócil y manso que Nalin Oberoi transforma en una versión mística del Doctor Octopus para encontrar y matar a Pavitr Prabhaker, la versión india del Hombre Araña. Más tarde es asesinado por Oberoi, mientras intenta ayudar al Hombre Araña a rescatar a MJ y la tía Meera de Oberoi.

### Spider-Man: Reign
En Spider-Man: Reign, según lo concibió Kaare Andrews, en el que muchos superhéroes ya habían envejecido y se habían retirado, Octavius pareció salvar al Hombre Araña de la muerte a manos de una versión anterior de los Seis Siniestros. Mientras que originalmente parecía simplemente cansado del mundo, confiando en sus "cuatro hijos" (sus tentáculos) para mantenerlo con vida, reveló a través de un monólogo que en realidad había estado muerto durante meses, y que había dejado en los tentáculos un programa que los obligaría a entrar en acción para encontrar al Hombre Araña. Además, los tentáculos se usaron para reproducir la cinta en la que se graba su monólogo y llevarlo al cementerio donde yacían sus seres queridos. La esperanza es utilizar al Hombre Araña para volver a encender la era de los seres superpoderosos, ya que tanto el Doctor Octopus como el Hombre Araña nacieron de accidentes nucleares.

### Guerras secretas
Durante la historia de Guerras Secretas hubo diferentes versiones de Doctor Octopus en diferentes dominios de Battleworld.
- En el dominio del Mundo de la Batalla del Valle de la Perdición, Otto Octavius tiene brazos de metal que esgrime bajo su abrigo. Él es representado como un esbirro del gobernador Roxxon junto a Bullseye, Elektra y Grizzly, donde se les ve por primera vez intimidando al juez Franklin Nelson para que salga de la ciudad para que no presida el juicio de Red Wolf. Los cuatro villanos luchan contra el sheriff Steve Rogers y a Red Wolf en nombre del alcalde Wilson Fisk, que terminó con la muerte de Otto Octavius en la batalla contra el sheriff Rogers.[149]

- En el dominio del Mundo de Batalla de Marville, el Doctor Octopus aparece como un miembro de la Hermandad de Mutantes.[150]

- En el dominio por Battleworld de Killville, el Doctor Octopus había robado para usar como unidad de CPU, un Nimrod Sentinel derrotado. Aunque MODOK salvó al Doctor Octopus de Bullseye, MODOK mató al Doctor Octopus y reclamó la unidad de CPU para sí mismo.[151]

- En un mundo donde la Guerra Civil nunca se terminó, y fue recreado en el dominio del Mundo de Batalla de la Zona de Guerra, el Doctor Octopus fue asesinado por Kingpin, quien injertó los tentáculos del Doctor Octopus sobre sí mismo, aunque los tentáculos lo dejaron virtualmente muerto cerebralmente debido a su propio 'afecto' por Octavius.[152]

### Universo Araña
Una versión de Doctor Octopus es miembro de los Seis Siniestros de la dimensión Tierra-803, ambientada en el Industrial Age en Nueva York. Su objetivo era robar el plan del alcalde, pero aunque tuvieron éxito en el robo, se vieron obligados a retirarse después de una batalla con Lady Araña. En un enfrentamiento posterior con Lady Araña y Spider-Man 2099, Miguel logra examinar el equipo de Octopus y observa que es alimentado por un material radioactivo con blindaje inadecuado, pensando que estaría muerto de cáncer en un año si se mantiene usando los tentáculos.
En un mundo donde Ben Parker era el Tótem-Araña, el Doctor Octopus intentó chantajear al mundo con un dispositivo nuclear robado. A pesar de que las demandas se cumplieron, algo salió mal donde la mayor parte de la Tierra se redujo a un desierto nuclear con Ben Parker sobreviviendo solo porque estaba escondido en el búnker de Ezekial después de que la muerte de su familia a manos de Emerald Elf que lo llevó a retirarse.
En la Tierra-94, una realidad donde Ben Reilly nunca fue asesinado y continuó siendo el Hombre Araña, el Doctor Octopus no pudo transferir su mente al Hombre Araña y murió.
Después de que varios villanos Electros se expanden para convertirse en un ejército conquistador de multiversos, el líder Electro (un Max Dillon que usó sus poderes para convertirse en un importante líder mundial) reúne una variedad de Doctor Octopus alternativos para convertirse en su "tanque de ideas". Cuando Gwen Stacy y el tío Ben intentó liberar a los Octaviuses del control de los Electros, estos varios villanos los atacaron, pero encontraron a un aliado en la forma de Otto Octavius, una doctora adolescente Octopus que era miembro de los Jóvenes Vengadores en su universo, lo que les permitía idear un medio para adaptar la tecnología de conmutación de la mente de Octaviuses para interrumpir el patrón neuronal del líder del ejército Electro, que se había convertido en una forma de vida puramente basada en la electricidad.

### Superman vs. El asombroso Hombre Araña
En el año 1976 DC/Marvel realizaron un cruce entre compañías llamado Superman vs El asombroso Hombre Araña, el Doctor Octopus forma una alianza con su colega criminalista Lex Luthor, en un esfuerzo por conquistar el mundo y matar a sus archienemigos: el Hombre Araña y Superman. Sin embargo, una vez que se da cuenta de que Luthor intenta destruir la mayor parte del planeta Tierra, Octopus traiciona a Luthor e intenta detenerlo, pero es derrotado (el Hombre Araña luego derrota a Luthor, y Superman evita que la costa este de los Estados Unidos sea destruida por un Maremoto creado por Luthor). 

### Ultimate Marvel
La versión Ultimate Marvel del Doctor Octopus es más joven, más musculoso y lleva gafas de sol para ocultar sus cicatrices del accidente que lo fusionó con sus brazos metálicos. Sus brazos están hechos de nanobots, y por lo tanto pueden transformarse en diferentes herramientas. Inicialmente afirma tener un vínculo psíquico con sus brazos de metal, demostrado al controlarlos de forma remota. Más tarde revela que puede manipular todo el metal.
El Dr. Otto Octavius es introducido como un científico en Oscorp y secretamente un espía corporativo de Justin Hammer, el rival comercial de Norman Osborn. Él está atrapado en un accidente de laboratorio que también convierte a Norman en el Duende Verde. Después de este accidente, sus brazos de metal tradicionales son injertados en su cuerpo y él puede comunicarse con estos brazos mecánicos a través de la telepatía. Modifica sus brazos para que tengan el poder de transformarse en diferentes formas, y luego busca venganza contra Hammer, pero el Hombre Araña interviene. Aunque Octavius es derrotado por el Hombre Araña, Justin perece debido a un ataque cardíaco causado por Octavius que lo ataca. Después, Octavius entra en la custodia de S.H.I.E.L.D. donde él, junto con Osborn, forman a los Ultimate Seis, que consiste en algunos de la galería de villanos del Hombre Araña. Para empezar, solo hay cinco villanos, pero Osborn planeó incorporar al Hombre Araña al grupo. Los cinco atacan a S.H.I.E.L.D. y capturan a un Hombre Araña desenmascarado. Lo atan a una silla, y Osborn humilla a Peter relatando el accidente que lo creó, y las implicaciones de él y Otto. Osborn entonces chantajean a Peter Parker para que se una a ellos, amenazando la vida de Mary Jane Watson. En una batalla entre los Seis y los Ultimates en el césped de la Casa Blanca, Octopus es derribado por la Avispa. Octavius está separado de sus tentáculos y se encuentra en una prisión diferente lejos de ellos. Octavius luego descubre que su exesposa le está dando los derechos de usar su imagen en la película del Hombre Araña. Indignado, convoca a sus tentáculos desde la instalación de S.H.I.E.L.D. y se lanza alborotado. Se las arregla para capturar al Hombre Araña, y lo lleva a bordo de un avión, lo ata a una silla y lo desenmascara. Desde allí, le inflige humillación y tortura a Peter, se burla de él cuando era adolescente, le saca un diente y se enreda la boca. Peter escapa, y derrota a Octavius. De vuelta en la custodia de S.H.I.E.L.D., Nick Fury derrite los brazos mecánicos del Doctor Octopus frente a él e instruye a los guardias para que observen el mecanismo de fusión durante al menos una hora después para asegurarse de que los brazos no intenten escapar. Sin embargo, en la Última historia del Duende Verde, se reveló que existía un conjunto de armas en un búnker perteneciente a Osborn. Los planes para estos quedan por verse.
En la "Saga Clon definitiva", se reveló que Otto Octavius es responsable de todos los clones del Hombre Araña, incluido un clon más viejo que se cree que es Richard Parker y un clon de Gwen Stacy que puede transformarse en la criatura Carnage. Su experimentación e investigación se realizó para el FBI y la CIA (se dice que ambas organizaciones están detrás de esto en diferentes asuntos) con el fin de encontrar una manera de crear súper soldados para que el gobierno de EE. UU. No dependa del monopolio de Nick Fury con los Ultimates. Con arrogancia, revela que ahora se encuentra fuera de la jurisdicción de Fury y se complace en señalar a Peter que su trabajo pervierte la vida del héroe. En el número 104, crea un nuevo conjunto de brazos con restos de metal y lucha tanto contra el Hombre Araña como contra la Mujer Araña, matando a otros dos clones en el proceso, antes de ser eliminados.
Octavius hace una breve aparición en Ultimate Spider-Man # 113 enfrentando a Norman Osborn mientras este último rompe el Triskelion; ataca a su jefe anterior para evitar su escape, informándole que lo traicionó al darle la fórmula OZ al FBI. Octavius está golpeando a Osborn sin sentido hasta que su otro antiguo aliado Electro interviene y choca a Octavius con un rayo de electricidad, noqueándolo.
Durante Ultimate Mystery, el Doctor Octopus aparece como un miembro del Brain Trust en Roxxon.
Junto con el resto de los Ultimate Seis, Otto Octavius desempeña un papel en la historia de "La Muerte del Hombre Araña". Norman Osborn escapa de su encierro junto al resto del Triskelion. Después de su escape, Osborn les informa que Dios desea que maten a Peter Parker. Octavius quería abandonar el grupo, porque quería vivir una vida normal como científico y también dijo que estaba lo suficientemente orgulloso de ayudar a crear al Hombre Araña. Osborn se indignó por el hecho de que Octavius intentó compartir el crédito por la existencia del Hombre Araña y lo atacó. Los dos lucharon, lo que terminó con Osborn golpeando a Octavius hasta la muerte.

## En otros medios

### Televisión
- El Doctor Octopus apareció en la serie Spider-Man (serie de televisión de 1967), con la voz de Vernon Chapman.[162]
- El Doctor Octopus apareció en el episodio de la serie de televisión Las nuevas aventuras de Spider-Man de los años 80, en el episodio "Globos, Globos, Aceite y Problemas", interpretado por Stanley Jones.[162]
- El Doctor Octopus aparece en Spider-Man y sus increíbles amigos, en el episodio 2, "Spidey conoce a la chica del Mañana".[162]
- El Doctor Octopus apareció en el episodio de la serie de televisión The Incredible Hulk de 1982 "La Tumba del Desconocido Hulk", con la voz de Michael Bell.[162]
- El Doctor Octopus aparece en la serie de Spider-Man, la Serie Animada, con la voz de Efrem Zimbalist Jr. con un fuerte acento germánico y una voz áspera.[162] En primer lugar aparecen en el episodio "El Doctor Octopus armado y peligroso", Otto Octavius era un profesor de ciencias de Peter Parker en el campo de la ciencia cuando el joven tenía 10 años.
- El Doctor Octopus aparece en El espectacular Hombre Araña, con la voz de Peter MacNicol.[162] En esta versión de la primera temporada, es un científico e inventor tímido en Oscorp que se involucro la transformación de Flint Marko en el Hombre de Arena y Alex O'Hirn en Rhino. Un accidente de laboratorio acabó fusionando a Otto Octavius con sus cuatro tentáculos mecánicos y lo llevó a actividades criminales extremas, entrar en conflicto con el Hombre Araña. Más tarde tomó el alias de Master Planner en la segunda temporada.
- El Doctor Octopus aparece en el episodio de Robot Chicken "Tapping a Hero", con la voz de Seth Green.[162]
- El Doctor Octopus aparece como uno de los villanos recurrentes de la serie Ultimate Spider-Man, con la voz de Tom Kenny.[163] Esta versión del personaje fue en primer lugar un científico que trabajaba en Oscorp, pero debido a un accidente de laboratorio, quedó físicamente paralizado y totalmente dependiente de cuatro tentáculos mecánicos construidos por Norman Osborn. Originalmente, desde la primera hasta la tercera temporada, se demostró que tenía una apariencia desfigurada y llevaba un aparato especial de soporte de vida, pero en la cuarta temporada, terminó sufriendo una transformación que le dio un aspecto más saludable, similar al hombre de la encarnación de su serie animada de los años 90.
- Doctor Octopus aparece en Hulk and the Agents of S.M.A.S.H., expresando de nuevo por Tom Kenny.[162] En el episodio "El Venom Interior", el Doctor Octopus crea un simbionte Venom que se alimenta de la energía gamma. El Gamma Venom es destruido por los Agentes de S.M.A.S.H. y el Hombre Araña. Los Agentes de S.M.A.S.H. y Spider-Man entonces confrontan y detienen al Doctor Octopus.
- El Doctor Octopus aparece en la miniserie Lego Marvel Super Heroes: Maximum Overload, expresada una vez más por Tom Kenny.[162]
- El Doctor Octopus aparece en la serie de anime Marvel Disk Wars: The Avengers, con la voz de Dai Matsumoto.[162]
- El Doctor Octopus aparece en la nueva serie Spider-Man, con la voz de Scott Menville.[164] En la primera aparición en "Horizon High" Pt. 2, el Dr. Otto Octavius es un adolescente prodigio que es un estudiante de primer nivel y consejero de clase en Horizon High y una vez fue presentado un premio por el alcalde de la ciudad de Nueva York. Peter encuentra a Otto, donde él le da su propio laboratorio, que fue ocupado previamente por Harry Osborn. En el episodio "Un día cualquiera", Peter Parker tuvo que hacer un proyecto para la clase de Otto Octavius, entre otras cosas. Otto falla en el proyecto de Peter porque llegó tarde. En el episodio "Stark Expo", Otto Octavius muestra su arnés de tentáculos en Stark Expo, que se hace cargo de Fantasma. Luego de la derrota de Fantasma, Max Modell hizo que Otto Octavius discontinuara el experimento con el arnés mientras lanzaba la corteza cerebral para servir como una fuente de energía alternativa. Luego, Norman Osborn se acerca a él y le da su tarjeta y una oferta para que su proyecto sea financiado por Oscorp cada vez que esté listo. Eventualmente, en el cuarteto "El Surgimiento de Doc Ock", se revela que Otto ha estado desarrollando un tipo de reactor nuclear bajo Horizon High, atrayendo la atención de la Crimson Dynamo femenina. Mientras que Spider-Man y Otto son capaces de apagar el Dynamo, ella había causado que el reactor se fundiera; mientras Spider-Man intentaba apagarlo, Otto no interferiría con su trabajo e intentó apagarlo él mismo, lo que provocó que sus brazos robóticos se fusionaran a su espalda. Si bien en un principio fue oprimido por su situación, Peter lo consuela y Otto está convencido de formar equipo con Spider-Man como "el pulpo". Después de varias confrontaciones con el Lagarto que resultaron en desastres, Otto está convencido de unirse a la Academia Osborn. Aunque le molestaba que Norman Osborn comenzara los proyectos de Octobot sin su aprobación, Otto más tarde ayudó en la lucha contra Rhino, quien fue utilizado por Jackal para convertir a los estudiantes y a un guardia de seguridad en Rhinos. Después de que Peter Parker, Gwen Stacy y Harry Osborn encontraran el escondite de Jackal, Norman llegó con los comandos de Oscorp compuestos por Otto Octavius, Buitre, Rhino, Alistair Smythe y Oliver Osnick. Cuando Jackal llegó, Otto desertó a su lado mientras abrazaba el apodo de "Doctor Octopus", y también reveló que controlaba mentalmente los otros Comandos de Oscorp y cambió el nombre del grupo a Cinco Siniestros. En el episodio "Hobgoblin Part 1", él y los Cinco Siniestros atacan a Max Modell, ya que lo culpa por todos sus problemas e intenta apoderarse de la ciudad de Nueva York. A pesar de haber lavado el cerebro de Spider-Man para convertirse en parte de los Seis Siniestros, el Doctor Octopus es frustrado por el Hobgoblin que libera a Spider-Man. Cuando los otros miembros de los Cinco Siniestros son liberados del control mental, persiguen al Doctor Octopus. En el episodio "Hobgoblin Part 2", el Doctor Octopus ataca a Horizon High y lucha contra Spider-Man hasta que Norman Osborn en la armadura Hobgoblin usa un invento para atrapar al Doctor Octopus. Se confirmó que la persona de Superior Spider-Man de Otto aparecerá en la temporada 2. Otto aparentemente se reforma de sus crímenes al principio, pero luego resulta ser un engaño. Después de una pelea con Spider-Man, su mente queda atrapada dentro del Cerebro Viviente mientras su cuerpo está en coma. Más tarde, con éxito, cambia el cerebro con Spider-Man y toma el cuerpo de Peter, convirtiéndose en Superior Spider-Man, mientras que la mente de Peter se queda dentro del Cerebro Viviente. En "Superior", logra regresar a su cuerpo original luego de quedar en coma. En las 4 partes de "La Guerra de los Duendes", forma equipo con Spider-Man y otras arañas en enfrentar al Rey Duende (Adrian Toomes), hasta sacrificarse al final de la temporada.

### Cine

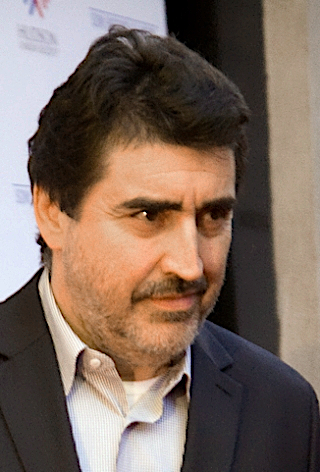
El actor Alfred Molina interpretó al Doctor Octopus en la película de Spider-Man 2

- En los primeros guiones de Spider-Man, cuando los derechos estaban en poder de Cannon Films, el doctor Octopus sería el villano principal.
- El director Sam Raimi ha declarado que el Doctor Octopus inicialmente iba a hacer aparición en la primera película y se uniría al Duende Verde en su lucha contra Spiderman, pero no fue incluido porque pensó que "sería demasiado para la película tener una tercera historia de origen".[165]
- El actor Alfred Molina interpretó a Otto Octavius/Doctor Octopus en dos películas de Marvel de acción real. Esta versión está representada como un individuo simpático y descarriado y esposo de Rosie Octavius (Donna Murphy).
  - Octavius aparece por primera vez en la película del 2004, Spider-Man 2. La primera vez que se encuentra con Peter Parker fue cuando Curt Connors recomienda visitarlo, advirtiendo a Peter que todo el talento en el mundo es inútil y sin esfuerzo. Finalmente un desastroso experimento financiado por Oscorp con tritio que Octavius usa en su arnés de cuatro brazos para manejar una nova, resulta en la muerte de Rosalie y la fusión del arnés a Octavius. Los brazos tienen una inteligencia artificial que primero ataca a aquellos que tratan de eliminarlos, luego influyen Octavius a actuar irracionalmente, y él entra en conflicto con el Hombre Araña cuando se ha agotado todo su capital, recurre al robo de un banco con el fin de seguir financiando sus experimentos. Con el tiempo secuestra a Mary Jane Watson hacia un almacén en el muelle abandonado donde hace otro intento para aprovechar la energía de tritio. Cuando el Hombre Araña llega, entran en batalla, lo que resulta en los brazos del doctor Octopus siendo dañados. Después de que Peter revela voluntariamente su identidad, y recordó sus propias palabras sobre cómo la ciencia no debe usarse para el mal, la personalidad original de Octavius logra dominar a la IA de los brazos, y en última instancia, se sacrifica para destruir el reactor de tritio, tirando de él hacia el río mientras explota.
  - Octavius aparece en la próxima película de Marvel Cinematic Universe, Spider-Man: No Way Home (2021),[166][167]En abril de 2021, Molina dijo que era "maravilloso" volver a interpretar al personaje. Además, fue rejuvenecido digitalmente en la película para parecerse a cómo apareció en 2004, a pesar de sus preocupaciones sobre que su estilo de lucha no se viera realista debido a su edad.[168]Antes de su muerte, Octavius es transportado a un universo alternativo debido a un hechizo mágico que salió mal y recibe una cura de una versión de Spider-Man de un universo alternativo antes de regresar a su universo nativo.
- Los cuatro brazos robóticos del Doctor Octopus aparecen al final de la película The Amazing Spider-Man 2: Rise of Electro.
- Una encarnación femenina del Doctor Octopus llamada Dra. Olivia "Liv" Octavius aparece en Spider-Man: Un nuevo universo (2018), con la voz de Kathryn Hahn.[169]Ella es la científica principal de Alchemax y mano derecha de Kingpin que luce un gran peinado de colmena, anteojos con lentes octogonales y tentáculos neumáticos con garras en la punta. Bajo las órdenes de Kingpin, ella construye un súper colisionador para acceder a universos paralelos. A pesar de que las pruebas iniciales casi destruyen la ciudad de Nueva York y traen varias versiones de realidad alternativa de Spider-Man a su universo, Kingpin le ordena a Liv que continúe trabajando en el colisionador. Más tarde se encuentra con Miles Morales y un Peter Parker de realidad alternativa mientras se infiltran en Alchemax, pero no logra atraparlos. Después de enfrentarse a los Spider-People reunidos en la casa de May Parker junto a Kingpin y sus otros secuaces y no poder detenerlos una segunda vez, Liv intenta detener a los héroes en el colisionador, solo para ser golpeada por un camión cuando la máquina se vuelve loca y fusiona su universo con aspectos de otros.
  - Además, un Doctor Octopus del universo de Gwen Stacy hace una aparición breve pero sin diálogos en un flashback.
- Otto Octavius como Superior Spider-Man hace un cameo sin hablar en Spider-Man: Across the Spider-Verse (2023) como un prisionero capturado por la Spider-Society de Spider-Man 2099.[170]Además, un Doctor Octopus fiel al cómic hace un cameo como un prisionero desplazado a una dimensión alternativa de la Spider-Society.[171]Se utilizan grabaciones de archivo de Alfred Molina para varias variantes de Octavius.

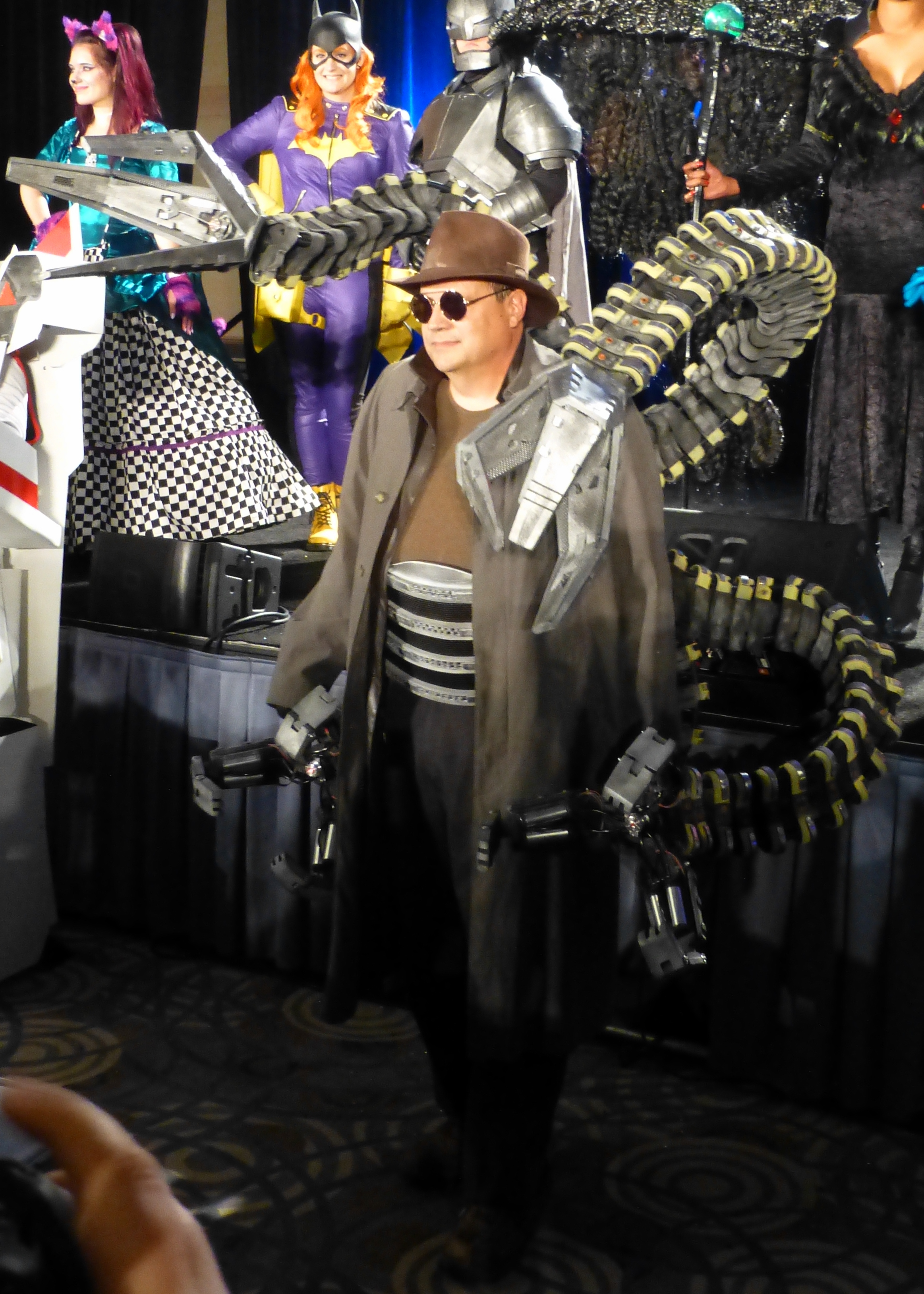
Traje del Doctor Octopus visto en la película de Spider-Man 2

### Videojuegos
El Doctor Octopus aparece en muchos juegos de computadora y videojuegos del Hombre Araña:
- El Doctor Octopus apareció en el juego Spider-Man Quest probe.
- El Doctor Octopus fue uno de los muchos villanos del Hombre Araña en aparecer en el juego de arcade Spider-Man: The Video Game.
- El Doctor Octopus fue uno de los jefes en The Amazing Spider-Man para Game Boy.
- El Doctor Octopus fue el jefe final en Spider-Man: Return of the Sinister Six.
- El Doctor Octopus fue el primer jefe en The Amazing Spider-Man vs. The Kingpin.
- El Doctor Octopus fue el primer jefe en los juegos de la serie animada Super NES y Génesis del Hombre Araña basados en la serie animada.
- El Doctor Octopus apareció como un jefe en el videojuego Super Famicom, exclusivo de Japón: Spider-Man: Lethal Foes.
- Efrem Zimbalist, Jr. repitió su papel de Doctor Octopus en el videojuego Spider-Man para PlayStation, Dreamcast, PC, Nintendo 64 y Game Boy Color. Doctor Octopus trabaja con Carnage para convertir a todos en Nueva York en simbiontes, pero ambos son derrotados por Spider-Man. Después de ser derrotado, el simbionte Carnage se une con Doctor Octopus, convirtiéndose en Monster Ock (voz de Marcus Shirock).[162] Después de que Monster Ock es derrotado, el simbionte se separa del Doctor Octopus y es arrestado.
- El Doctor Octopus apareció como el jefe final en el videojuego de Game Boy Color de Spider-Man 2: Los Seis Siniestros.
- El Doctor Octopus se ve al final de Spider-Man 2: Enter Electro todavía en su celda. Además, el Daily Bugle había impreso una historia que le da al Capitán América el crédito de detener "la trama del Doctor Octopus y el Hombre Araña".
- El Doctor Octopus apareció en el juego de Spider-Man 2, con la voz de Alfred Molina.[162] El aparece como un jefe varias veces en el juego y al final del juego.
- El Doctor Octopus es un personaje jugable y un jefe en el videojuego el Hombre Araña: Amigo o enemigo, con la voz de Joe Alaskey.[162] el Hombre Araña lo encuentra en Japón trabajando en otro proyecto de tritanium bajo el control de los PHANTOM hasta que es derrotado por el Hombre Araña y liberado de su control.
- El Doctor Octopus aparece como un villano en dos misiones en el videojuego de MMORPG Marvel Super Hero Squad Online, con la voz inicial de Charlie Adler,[172] y Tom Kenny reemplazandolo durante fases posteriores del juego.[162]
- El Doctor Octopus está disponible como un contenido descargable (DLC) para el videojuego LittleBigPlanet como parte de "Marvel Costume Kit 1".[173]
- El Doctor Octopus aparece como una carta en Heroes and Heralds Mode en Ultimate Marvel vs. Capcom 3. El productor, Ryota Niitsuma, confirmó que el Doctor Octopus fue planeado para ser un personaje jugable en un punto durante la producción, con un arte de los personajes y una canción temática desarrollada para él antes de la decisión de eliminarlo de la lista.[174]
- El Doctor Octopus aparece en Spider-Man: Edge of Time, con la voz de Dave B. Mitchell.[162] Cuando la historia se altera para que Alchemax se estableciera en la década de 1970, Otto Octavius es un científico empleado por la compañía y nunca se volvió delincuente, aunque todavía utiliza sus tentáculos como herramientas para su investigación. Su biografía del juego revela que el fundador de la compañía, Walker Sloan, viajó en el tiempo, lo reclutó el día anterior al accidente que le habría fusionado los tentáculos en la realidad original. Él y Sloan intentan usar a Anti-Venom para matar al Hombre Araña. Pero cuando Spider-Man 2099 interviene, el Doctor Octopus es arrojado a un portal del tiempo con Sloan y Anti-Venom donde están atrapados entre la actualidad y el año 2099 y luego se fusionan en la monstruosa Atrocity (expresada por Fred Tatasciore) que usa el Doctor Los tentáculos del pulpo y la capacidad del Anti-Venom de negar los poderes de Spider-Man. Una vez que Atrocity fue derrotado, se dividió de nuevo en los personajes a partir de los cuales fue creado.
- Doctor Octopus aparece como un jefe en el juego de Facebook Marvel: Avengers Alliance. Otra versión del personaje en su personaje Superior Spider-Man es jugable, pero es de una dimensión diferente.
- El Doctor Octopus aparece en el MMO Marvel Heroes, con Doctor Octopus volcado por Tom Kenny,[162] y el Hombre Araña Superior con la voz de Christopher Daniel Barnes.[162] Doctor Octopus aparece como jefe en múltiples ubicaciones, mientras que su forma del Hombre Araña Superior se presenta como un personaje jugable.
- El Doctor Octopus y el Hombre Araña Superior aparecen como personajes jugables por separado en Lego Marvel Super Heroes, teniendo el Doctor Octopus la voz de Dee Bradley Baker y el Hombre Araña Superior la voz de James Arnold Taylor.[175][176] Es uno de los supervillanos que ayuda al Doctor Muerte a obtener piezas del tablero de Deslizador plateado. El Doctor Octopus lucha contra el Capitán América y el Señor Fantástico en el Edificio Baxter y en el Daily Bugle antes de que Spider-Man ayude a derrotarlo. Una misión de bonificación tiene a Phil Coulson supervisando el servicio comunitario del Doctor Octopus donde debe reparar los daños en el Daily Bugle. Su forma del Hombre Araña Superior también está presente y se puede desbloquear cayendo en caída libre desde el edificio Empire State.
- El Doctor Octopus aparece en Disney Infinity: Marvel Super Heroes,[177] con la voz de nuevo de Tom Kenny.[162] Intenta advertir a Mysterio y al Duende Verde sobre los peligros de replicar el simbionte de Venom ya que nadie ha sido capaz de controlar el simbionte en el pasado, pero el Duende y Mysterio rechazan su preocupación y cortan las comunicaciones con él.
- El Doctor Octopus aparece como el quinto miembro de Seis Siniestros en ingresar al portal en la aplicación del corredor sin fin Spider-Man Unlimited, con la voz de Kyle Hebert.[162] Él se completa con su propia área de investigación submarina como su etapa de Jefe. Una versión jugable del Hombre Araña Superior también está disponible para el jugador.
- El Doctor Octopus aparece en Disney Infinity 3.0, nuevamente con voz de Tom Kenny.[162]
- El Doctor Octopus es un personaje jugable en Marvel: Future Fight.[162]
- El Doctor Octopus es un villano jefe en Marvel: Avengers Alliance 2. [178]
- Existen dos versiones jugables de Doctor Octopus en el juego de teléfono móvil Marvel Puzzle Quest, el más reciente de los cuales ("Clásico") se agregó al juego en junio de 2017. [179]
- El Doctor Octopus aparece en Marvel: Contest of Champions.[180]
- El Doctor Octopus aparece como un personaje jugable en Lego Marvel Super Heroes 2.
- El Doctor Octopus aparece como el villano principal de Spider-Man para PlayStation 4 y PlayStation 5.

### Teatro
El Doctor Octopus aparece en el Universo Marvel: ¡EN VIVO! el espectáculo de escenario.

### Juguetes y objetos de colección
- El Doctor Octopus ha sido recreado en forma de figuras deacción varias veces, primero como parte de la línea Secret Wars de Mattel, luego muchas veces por Toy Biz en su serie el Hombre Araña y Marvel Legends, y finalmente por Hasbro como parte de su el Hombre Araña: serie de origen. La figura de la película también se presentará en la onda Marvel Legends el Hombre Araña 3 de Hasbro. La función de acción de esta figura fue eliminada. Hasbro lanzó una figura de acción del espectacular Hombre Araña posteriormente.
- Una figura del Doctor Octopus fue lanzada en 2004 como parte de la línea Marvel Manga Twist'ems con tentáculos de cuerda.
- El Doctor Octopus también ha sido recreado en varias estatuas y mini-bustos, por personas como Diamond Select, Art Asylum y Bowen Designs.
- El Doctor Octopus es la tercera estatuilla de la Colección de estatuillas de Marvel clásico.

### Paseos en el parque de atracciones
El Doctor Octopus aparece como el líder del Sindicato Siniestro en The Amazing Adventures of Spider-Man en Islands of Adventure en el destino vacacional de Universal en Orlando, con la voz de Rodger Bumpass. Él ha inventado un cañón antigravedad, y lo utiliza, con el sindicato, para secuestrar la Estatua de la Libertad y pedir el rescate. Ataca a los invitados varias veces durante el viaje, hasta que finalmente es derrotado por el Hombre Araña en los tejados de Nueva York. El Doctor Octopus fue visto por última vez junto con el resto del Sindicato, intentando atacar al Hombre Araña por última vez antes de que su tentáculo se traspase hasta la cabeza del Duende Verde.